# Національний парк Вільсанді
Націона́льний парк Ві́льсанді (ест. Vilsandi rahvuspark) — національний парк на крайньому заході Естонії. Заснований як заказник у 1910 році, є найстарішою природоохоронною територією в Балтійських країнах. В сучасному статусі перебуває з 1993 року. З 1997 року включений до переліку водно-болотних угідь міжнародного значення Рамсарської конвенції. Належить до європейської природоохоронної мережі Natura 2000. Площа охоронюваної території складає 23 882 га, з яких ⅔ припадає на акваторію, тому національний парк Вільсанді називають найбільш морським у країні.
Об'єктом охорони в парку виступають культурні, морські та прибережні природні ландшафти Західно-Естонського архіпелагу. На його теренах знайдено 520 видів рослин, 157 видів лишайників і 70 видів водоростей, що становить понад 70 % флори острівної частини країни. В національному парку зареєстровано 14 видів ссавців, 247 видів птахів і 39 видів риб, серед яких трапляються дуже рідкісні й екзотичні. Особливу роль відіграє ця природоохоронна установа в збереженні тюленів тев'яків і перелітних птахів.
Національний парк Вільсанді належить до популярних об'єктів туризму в Естонії, на його теренах розташовані численні пам'ятки історії та культури.

## Етимологія
Національний парк Вільсанді отримав свою сучасну назву від однойменного острова — найбільшого в межах його кордонів. Однак за свою довгу історію він неодноразово змінював природоохоронний статус і назву. Раніше його називали: до 1923 року — зака́зник Вайка, у період з 1923 по 1971 рік — Вайкаський державний природний запові́дник або запові́дник Вайка, з 1971 по 1993 рік — Держа́вний природний запові́дник Ві́льсанді або скорочено Вільсанді́йський запові́дник. Топонім «Вайка» у його назві походить від групи менших островів, які також входять до його складу.

## Історія

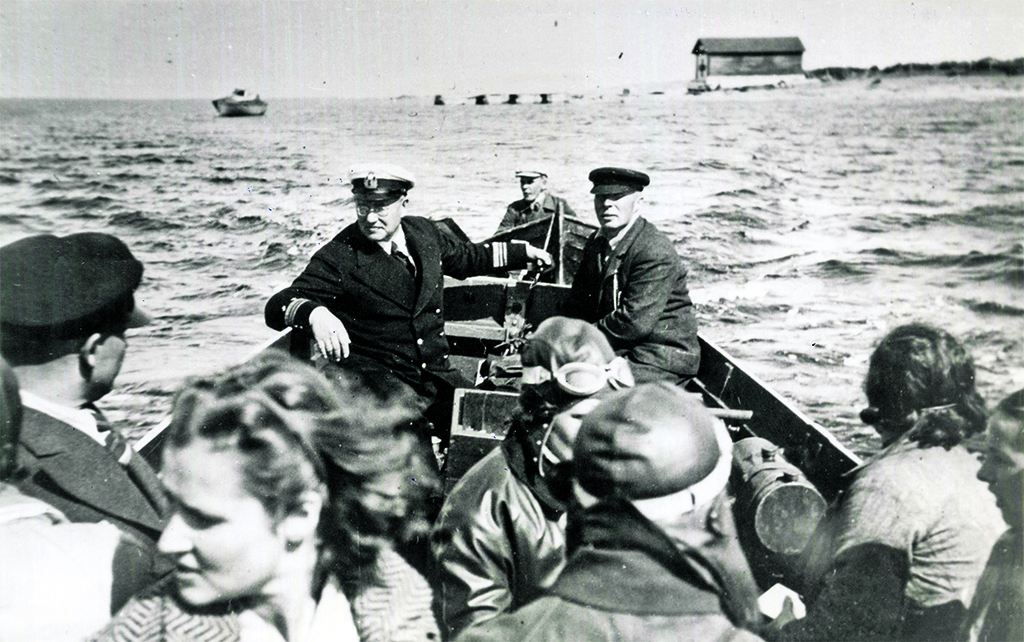
Артур Тоом біля Вільсанді 1 січня 1939 року. Позаду видно рятувальну станцію, яка збереглась дотепер.

Найдавніші відомості щодо Вільсанді датовані 1906 роком. Тоді на островах Вайка процвітав промисел морських качок: збирали яйця і пташенят в таких обсягах, що птахи практично не залишали потомства. Таким чином історія природоохоронної території Вільсанді не мала наукового підґрунтя, вона почалася з аматорського захоплення пернатими. 1908 року наглядач Вільсандійського маяку орнітолог-аматор Артур Тоом орендував у місцевого пастора 6 невеликих морських островів задля охорони птахів, які там гніздувалися. Восени 1909 року Ризька спілка натуралістів заснувала на західному березі острова Сааремаа першу в країні біологічну станцію, а вже 14 серпня 1910 року ця організація офіційно перетворила орендовані острови Вайка на заказник — першу природоохоронну територію у Балтійських країнах. Того ж року тут здійснили кільцювання птахів, це був перший досвід подібної роботи у тогочасній Російській імперії. Успіхи в охороні природи перервала Перша світова війна: до 1918 року острови Вайка були розорені. Однак у 1921 році в Кууснимме створили нову біологічну станцію, цього разу під проводом Тартуського університету. 26 жовтня 1923 року керівництво університету заснувало Вайкаський заповідник, який був підпорядкований біологічній станції 1 травня 1924 року. 20 жовтня 1937 року площу заповідника збільшили, додавши до його теренів південно-західну частину острова Вільсанді, острови Алуміне-Вайка, Кескміне-Вяйка, Юлеміне-Вяйка, Кулліпанк, Мустпанк, Каріраху. Не зважаючи на це, Вайкаський заповідник не мав жодної штатної посади, до 1940 року його незмінним наглядачем залишався відданий природоохоронній справі Артур Тоом.
Друга світова війна завдала заповідним теренам ще більшої шкоди ніж попередня — його тваринний світ був достоту знищений. Тільки 11 липня 1957 року створили новий заповідник Вайка площею усього 35 га. В серпні 1958 року визначили і його штат (дві посади). Істотних змін ця природоохоронна установа зазнала 21 вересня 1971 року, коли її площу збільшили до 10 689 га (число островів при цьому зросло з 6 до 102). Земельний фонд заповіднику Вільсанді передали 1981 року, при цьому його площа збільшилась ще трохи — до 10 940 га, з яких тільки 1 290 га були суходолом. Навколо цього заповідного ядра створили додаткову охоронну (буферну) зону площею 5 557 га. Крім того, акваторію заповідника оточувала охоронна смуга завширшки 200 м. Оскільки заповідна природа приваблювала туристів, 1993 року статус установи понизили до національного парку. Це дозволило відкрити її територію для сторонніх відвідувачів, однак охорона природи при цьому не постраждала. Визнанням цього стало включення Вільсанді 1997 року до переліку водно-болотних угідь міжнародного значення у рамках Рамсарської конвенції. Після створення Європейського Союзу національний парк Вільсанді увійшов до мережі природоохоронних територій Natura 2000. Одночасно з цими здобутками його площу збільшили майже до 24 000 га, цього разу переважно за рахунок суходолу.

## Клімат

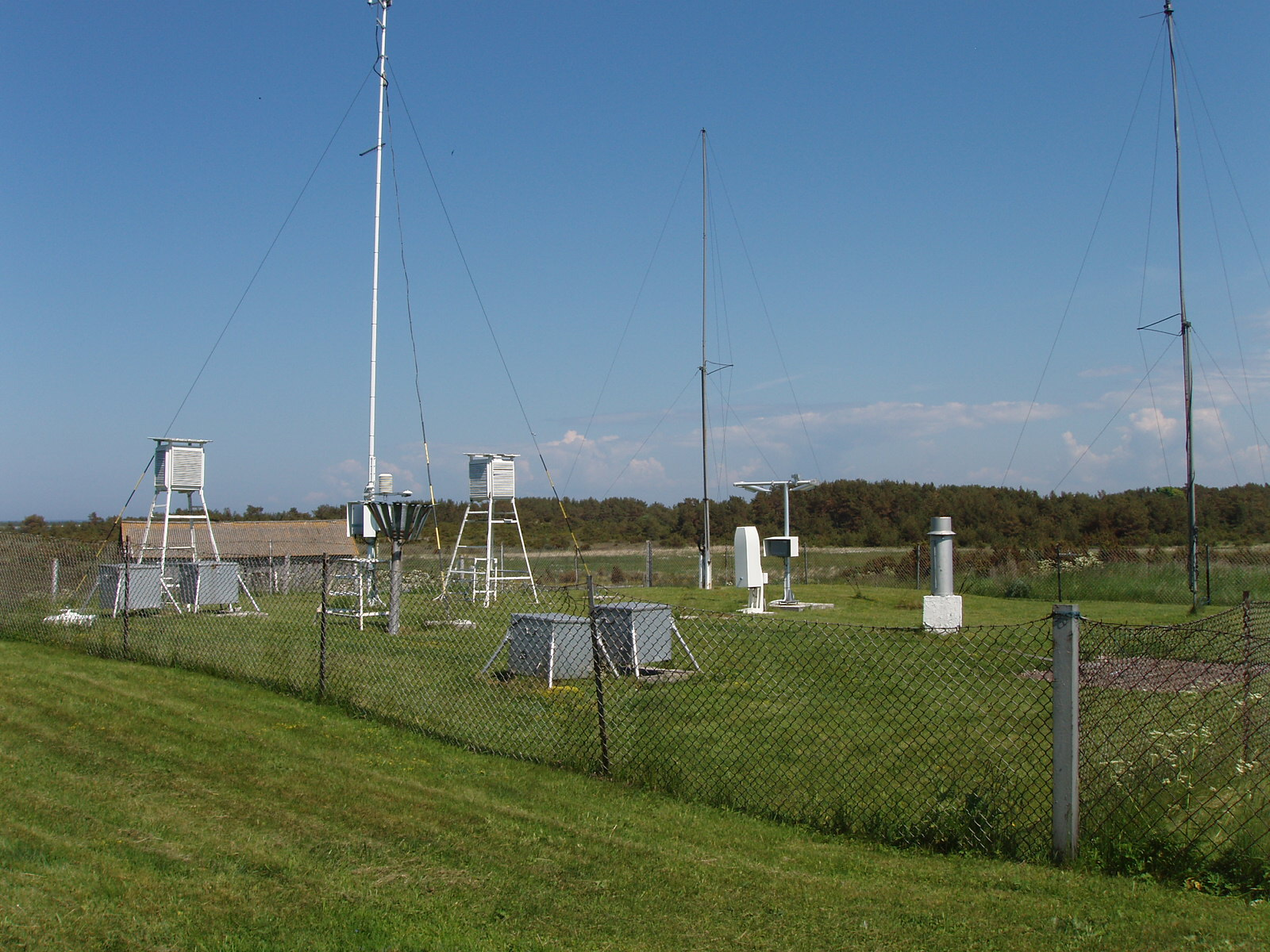
Метеорологічна станція на острові Вільсанді.

Національний парк Вільсанді знаходиться в атлантико-континентальній кліматичні зоні помірного поясу. На всій його території панує субатлантичний морський клімат, на який сильно впливають циклони, що надходять переважно із заходу. Їхня діяльність спричинює довгу, м'яку, теплу зиму та коротке, вологе і прохолодне літо. Історія метеорологічних спостережень на Вільсанді дуже давня. Перші описи погоди, зроблені з судна, датують 18 серпня 1731 року, а перші опубліковані відомості про місцеву погоду з'явились 1865 року. З того часу вони тривають дотепер.
Рух циклонів над Вільсанді, з одного боку, обумовлює часту помірну хмарність, причому найменше ясних днів у грудні, а найбільше — у червні. Взагалі період з березня по липень доволі сонячний (10—12 ясних днів на місяць). З іншого боку, зовсім похмурих днів із суцільною хмарністю у національному парку дуже мало — за тривалістю сонячного сяяння (1900 годин на рік) цей острів є найбільш сонячним в Естонії. Пряме сонячне випромінювання становить 39 ккал/см², а розсіяне — 42,9 ккал/см².
Середньорічна температура повітря на Вільсанді також найвища в країні — +6 °C. Найхолодніший місяць року — лютий із середньою температурою -3,4 °C, а найтепліший — липень із температурою +16,3 °C (в XXI столітті через глобальне потепління вона зросла до +19 °C). Окрім цих місяців температурні екстремуми фіксували у грудні, січні, березні, серпні. Найнижча температура за всю історію спостережень склала -32 °C, а найвища — +33 °C. Вегетаційний період із температурами вищими за 10 °C триває чотири місяці — з червня по вересень. Взимку часті відлиги. Безморозний період у національному парку триває в середньому 170—190 днів. Перший лід у місцевих затоках спостерігають у середині грудня, а стійкий льодяний покрив формується наприкінці грудня — початку січня. Скресає лід у першій декаді квітня. Сніговий покрив формується у листопаді, а тане у березні. Стійкий сніговий покрив тримається в середньому 63 дні, причому в особливо м'які зими його може не бути взагалі. Середня товщина снігового покриву дуже варіює в залежності від місця вимірювань. Наприклад, на відкритих місцинах вона не перевищує 3—20 см, на морському льоді сягає 10—30 см, у лісі — 15—20 см, а поміж чагарниками подекуди утворюються кучугури до 2 м заввишки.
Загальна кількість опадів над національним парком дещо нижча, ніж в середньому по Естонії: з 540—600 мм 65 % випадає у період з квітня по жовтень, а 35 % — з листопада по березень, причому найменшу кількість опадів спостерігають з лютого по квітень. 74 % опадів випадає у вигляді дощу, 14 % — у вигляді снігу, ще 12 % — це мішані опади. Дощі над Вільсанді найчастіше трапляться у серпні, а завірюхи — у січні. За рік від 15 до 40 днів може бути із завірюхами, натомість град випадає не частіше 1—5 раз на рік. Слід зазначити, що в національному парку іноді випадають кислотні дощі, які несприятливо впливають на рослинність, спричинює це явище дальній перенос із Західної Європи, оскільки поблизу охоронної зони джерела забруднення відсутні.

## Географія
Національний парк Вільсанді знаходиться на крайньому заході Естонії, поблизу морського кордону країни. Західний і північний кордони охоронюваної зони пролягають через акваторію Балтійського моря, їх окреслює умовна лінія, прокладена на відстані 200 м від західних берегів островів Салавамаа, Ноотомаа, Лооналайд, Каріраху і Весілоо. Показово, що острів Ноотамаа взагалі є найзахіднішою точкою суходолу в Естонії. Зі сходу і півдня кордони заповідної території дугою окреслює західне узбережжя острова Сааремаа: від півострова Тагамийза на північному сході до кліфу (глінту) Соегініна на південному заході. Крім того, його територія включає два острови, віддалені від заповідного ядра. Це острів Іннараху за 3 км на південь та острів Найстеківімаа за 10 км на південному заході від кордонів парку. Загалом в межах національного парку знаходяться 160 островів, більшість з яких малі. Адміністративно національний парк Вільсанді приналежний до волостей Кіхельконна і Ляене-Сааре повіту Сааремаа. Центр установи розташований на мизі Лоона.

### Острови

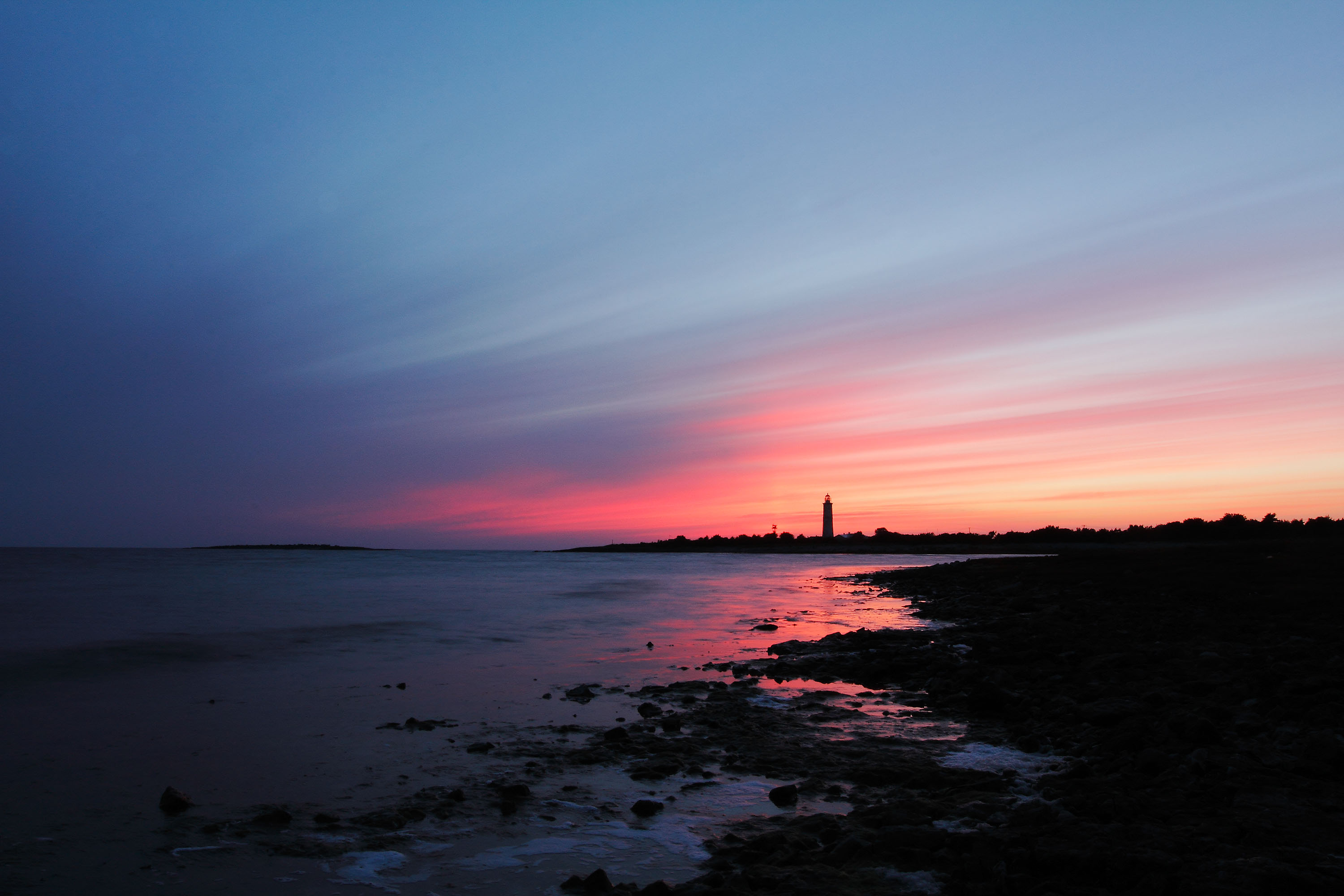
Біла ніч над Вільсанді.

Найбільший острів національного парку — Вільсанді площею 8,9 км². Він простягнувся з заходу на схід, маючи завдовжки 6,3 км і завширшки 2,3 км. Цей острів складається з двох частин: більша за площею західна має форму овалу і називається Суур-Вільсанді, а менша східна має форму ромба і називається Вяйке-Вільсанді. В минулому це були окремі острови, які з часом з'єднались перешийком Вяхемере, однак він і зараз при високому рівні моря затоплюється водою. Берег Вільсанді пересічений мисами й затоками, море біля нього мілке і має багато невеликих підводних скель, які загрожують судноплавству.

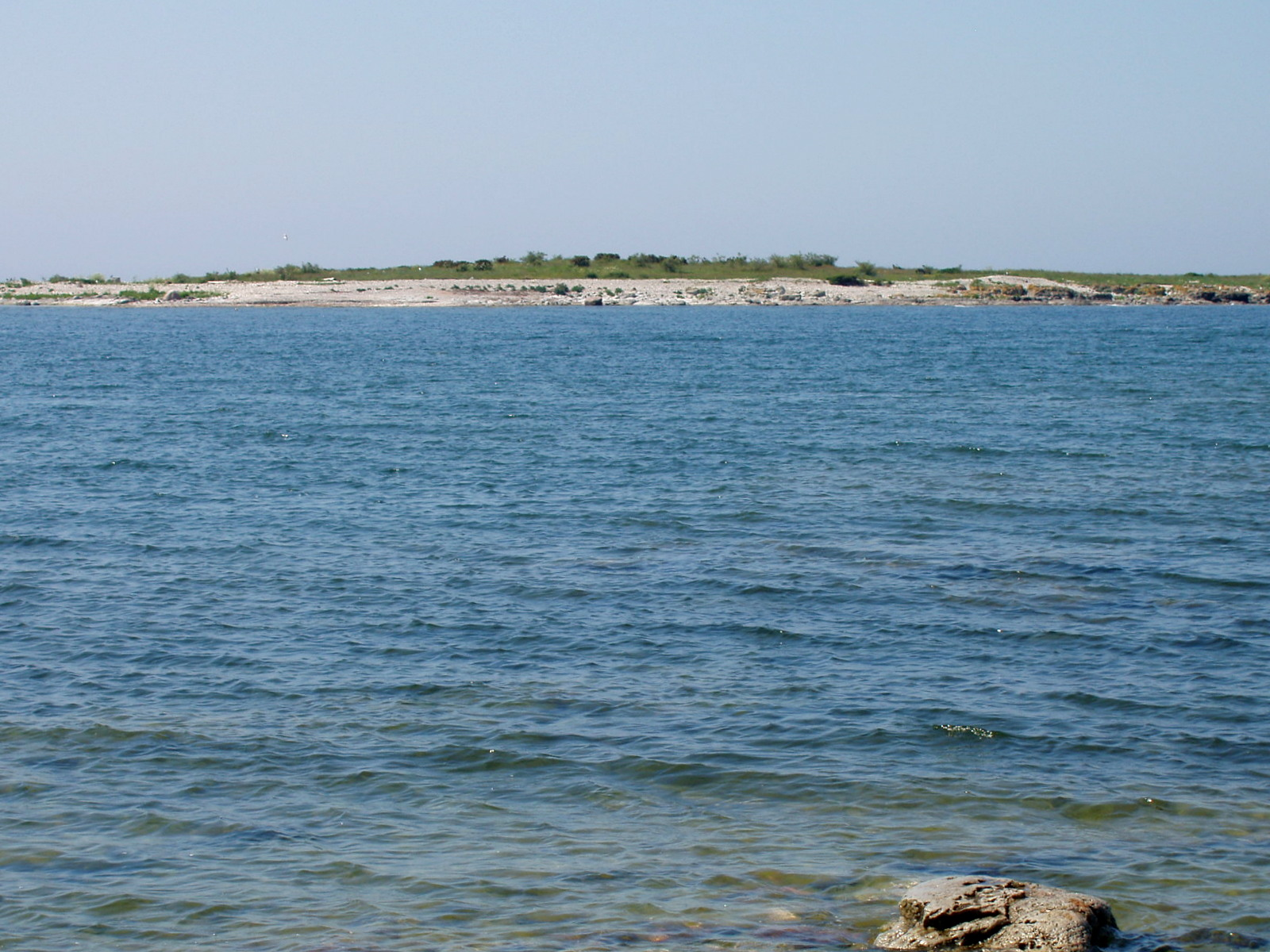
Алуміне-Вайка, подібно до інших островів цієї групи, має плоский рельєф.

Біля західного узбережжя Вільсанді на відстані від кількох сотень метрів до кілометра розкидані острови Вайка. Це невеликі за розміром (площею від 0,1 до 1,8 га) скелясті ділянки суходолу, висота яких не перевищує 3 м, а острови Кулліпанк і Каріраху настільки низькі, що при кожному штормі затоплюються водою. На найбільших островах Вайка західні береги відносно круті, тут подекуди можна бачити уступи заввишки 1—2 м, натомість з південно-східного боку на них намиті пологі галечникові вали.
На північ від Вільсанді лежить острів Весілоо. Його північно-західна частина вкрита галечником, у центрі знаходиться улоговина (колишня лагуна), а південно-західна сторона переходить у підводний вал. На південному сході Весілоо є мис, який поступово переходить у ряд острівців. Крім того, біля цього острова є дві підводні коси. Коса Весілоо на північному заході є підводним уступом, який захищає острів від штормових припливів. Коса Ріймсяере на півдні з'єднує Весілоо з островом Вільсанді, при низькому рівні моря вона обсихає і стає прохідною.
На південному сході від Вяйке-Вільсанді розкидано багато невеликих островів, найбільший з яких — Ноогімаа. Далеко на південний захід від Вільсанді лежить острів Лооналайд — другий за розміром у національному парку. Його довжина сягає 2,5 км, ширина — 0,8 км. Весь Лооналайд пересічений галечниковими береговими валами, які тягнуться з півночі й північного заходу на південний схід і переходять у косу. На південному березі цього острова привертає увагу валун завбільшки 4×2,5×2 м, принесений морською кригою у XIX сторіччі.

### «Материкова» частина
Східний кордон національного парку Вільсанді є західним узбережжям острова Сааремаа, яке має звивисті обриси. Тут затоки і півострови різного розміру змінюють одне одне. Оскільки Сааремаа розмірами значно перевищує усі острови національного парку разом узяті, то в популярній літературі ці терени образно називають «материковими».
Якщо рухатись з півночі охоронюваної зони, то першим на Сааремаа півостровом буде Харілайд. Ця довгаста ділянка суходолу зі звивистою береговою лінією в минулому була островом, але в сучасний історичний період з'єдналася з ще більшим півостровом Тагамийза. Харілайд вкритий сосновим лісом, але значну площу в його центрі займає озеро Лайалепа. Півострів Харілайд знаходиться у «новій» частині парку, яку приєднали до основної останньою.

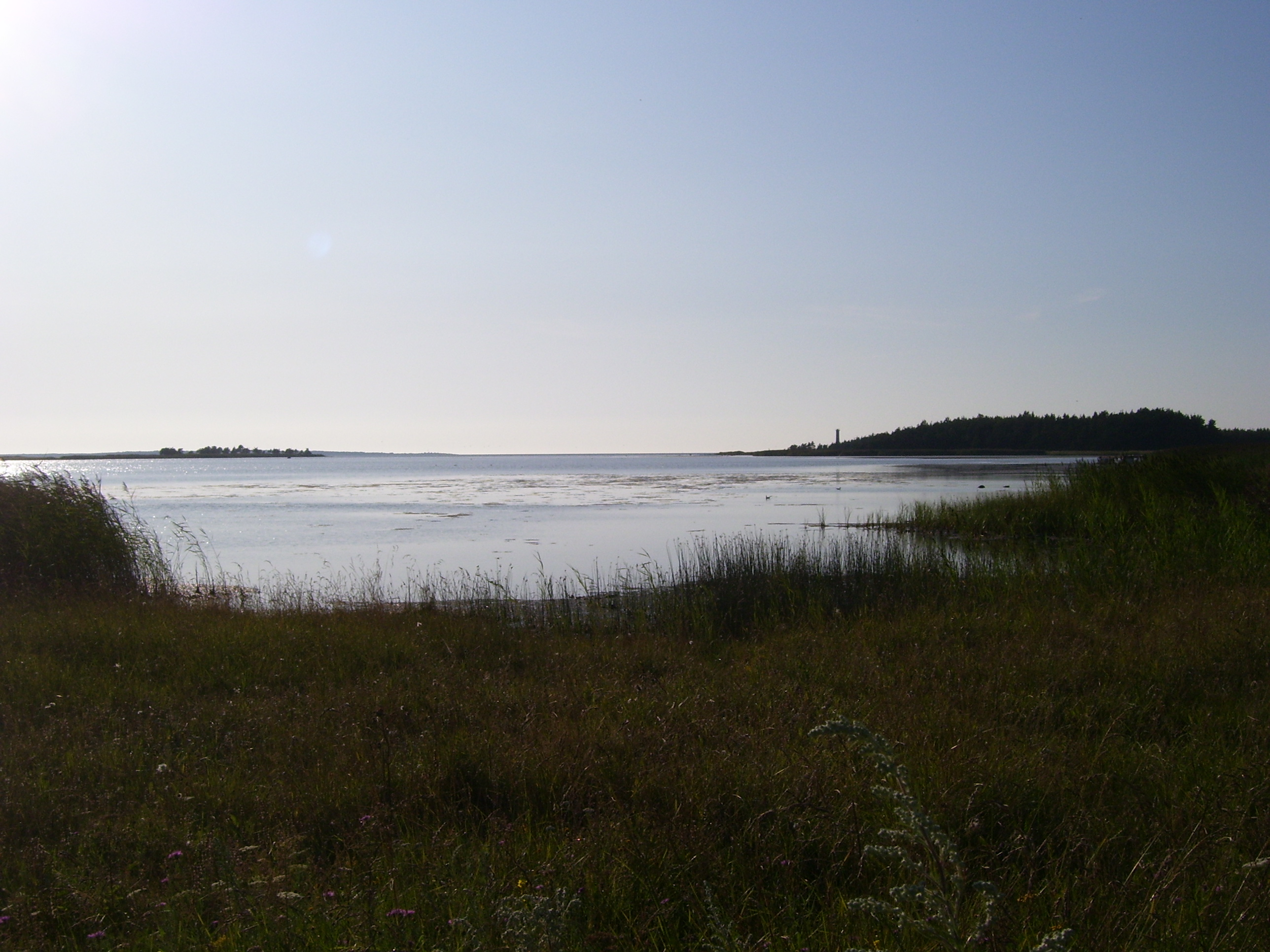
Затока Абая.

Найпівнічнішим півостровом у «старій» частині парку є Папіссааре. Його назва (від ест. saar — «острів») вказує на те, що в минулому він також був окремим островом, який внаслідок поступового підняття суходолу з'єднався з «материковою» частиною. Папіссааре омивають води двох маленьких заток — Абая (з півночі) й Лоона (з півдня). Інший берег затоки Лоона утворений крихітним півостровом Кійрасааре.
Наступним за ним у напрямку на південь йде півострів Кууснимме. Це велика частина суходолу, вкрита сосновим лісом. На цьому півострові в минулому була миза Кууснимме, саме в її будівлі знаходилась біологічна станція Тартуського університету, яка зіграла значну роль в історії національного парку. Поряд з мизою на півострові Кууснимме розбили дослідні ділянки університетського лісництва, з яких найбільш відомою є так званий Американський ліс. Ще далі на південь слідує півострів Ееріксааре, природним продовженням якого є мис (колишні рифи) Пітканіна. Внаслідок підняття дна Балтійського моря один з них, Юксіраху, вже з'єднався з півостровом. Інший риф, Лаазіраху, відомий завдяки розташованому на ньому валуну заввишки 3 м.
Найпівденніший півострів національного парку Вільсанді — Елда. Його вкриває негуста лісолучна рослинність. Півострів відомий завдяки двом кліфам — Соегініна й Елда. Перший вкритий листяним лісом, з нього відкривається краєвид галечникового острова Іннараху. Глінт Елда вкритий трав'яною рослинністю і має цікаву основу з плитняку.

## Геологія і ґрунти

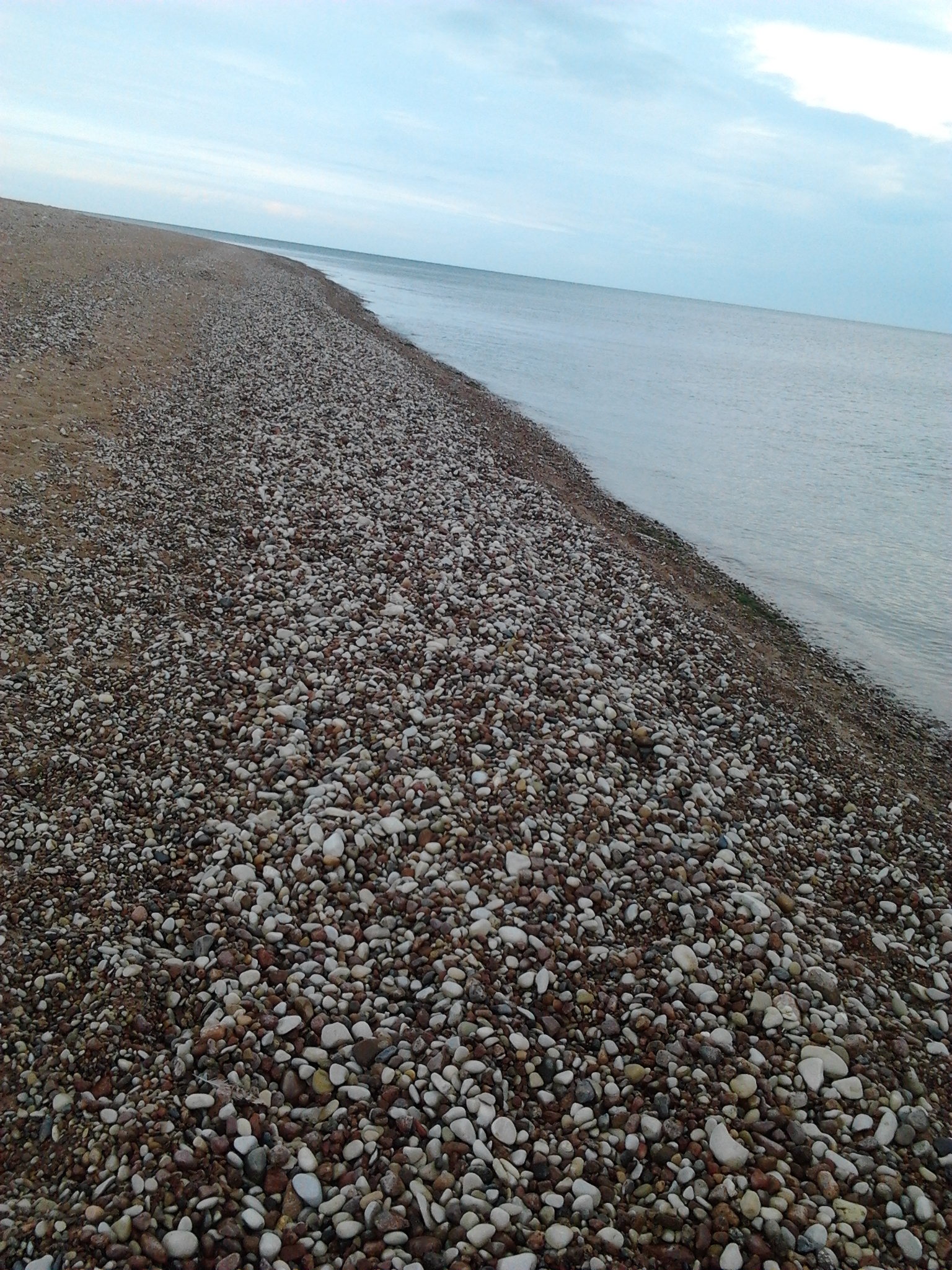
Галька — типовий уламковий матеріал місцевих берегів.

Національний парк Вільсанді знаходиться у зоні сучасних тектонічних рухів, які спричинюють підняття земної кори у цій місцевості зі швидкістю 2,5—3 мм на рік, тобто 25—30 см за сторіччя, що є доволі істотним з точки зору природної історії. Терени парку формувалися протягом останніх 7 000 років. Найстаріші з його островів — Вільсанді та Лооналайд — мають вік 2 000—3 000 років, більшість менших піднялися з дна моря вже у сучасний історичний період.
Усі острови охоронюваної зони включно із західним узбережжям Сааремаа сформовані морськими відкладами сілурійського періоду. На островах Вільсанді, Лооналайд і Вайка оголений яагурахуський горизонт кінця нижнього сілуру, на острові Іннараху — роотсікюласький горизонт верхнього сілуру. В нижньому шарі кліфу Соегініна знайдені скам'янілості морських скорпіонів, великих головоногих, остракод, в середньому — онколіти, у верхньому — строматоліти, на кліфі Елда оголені скам'янілі корали, онколіти і невеликі строматоліти. Вапнякові породи, що утворилися у мілководному морі сілурійського періоду, в межах національного парку поділяють на три різновиди: біогермний доломіт, жовтувато-коричневий шаруватий доломіт і жовтувато- або синювато-сірий кавернозний доломіт. Основу цих порід складають скелети вимерлих організмів: коралів, строматопорів, вапнякових водоростей тощо. Пустоти кавернозного доломіту утворились внаслідок вилуговування скелетів цих істот морською водою, вони надають цій породі виразного поруватого вигляду. Корінною породою усіх островів національного парку є саме рифовий доломіт. Потужність четвертинних відкладів на великих островах не перевищує 2 м. На островах Вільсанді, Вайка, Іннараху, Весілоо, Ноотамаа виражена абразійна платформа, на якій немає відкладів. Вона простягається у море, де під дією хвиль від неї відламуються уламки, які прибій виносить на берег у вигляді валів. За абразійною платформою до глибини 4—8 м тягнеться береговий схил, на якому лежать валуни, пісок, гравій. Ще глибше дно вкрите дрібнозернистими відкладами, такими як пісок, алеврити тощо.
Рельєф національного парку Вільсанді рівнинний з невеликими перепадами висот, він сформований материковим заледенінням і післяльодовиковими геологічними процесами. Рух льодовика утворив спрямовані з північного заходу на південний схід гриви й улоговини, згодом гриви перетворилися на півострови, які у морі продовжують ланцюжки островів і мілин, а на місці улоговин з'явились затоки. На Вільсанді є рідкісні для Естонії доломітові скелі. Найкраще вони розвинуті у північній та західній частині острова, де глибокі тріщини розкололи їх на брили заввишки 1—2 м. В інших місцях типовими є кари (заглибини) завглибшки до 0,5 м. Рідше на суходолі та дні моря трапляються ділянки досконало гладкого вапняку. На півдні острова більше уламкового матеріалу (гравію, булижника), деінде є піщані пляжі.
Ґрунти національного парку малорозвинуті через молодість корінних порід. На узбережжях вони зазнають одночасного впливу прісних ґрунтових вод, що стікають зі схилів, і морської води, яка час від часу затоплює береги. Ґрунтові води збагачують їх сульфатами, морська вода — іонами таких елементів як натрій і хлор, відмерлі бурі водорості додають іони азоту і йоду, а послід морських птахів — органічний азот. У малопотужних (завтовшки 10—80 см) незатоплюваних ґрунтах переважають карбонати кальцію і магнію, вміст фосфору в них сильно варіює, а калію і заліза зовсім обмаль. Кислотність ґрунту у лісі і на луках незначна. На морських узбережжях зазвичай розвинуті солончакові берегові ґрунти, у западинах і на заболочених ділянках — болотно-підзолисті, у північній частині острова Вільсанді трапляються скелясті, а на решті його території — дерново-глеєві і дерново-карбонатні.

## Гідрологія
Через відносно молодий вік місцевого суходолу гідрологічна мережа на охоронюваній території розвинута слабко. На острові Вільсанді є два прісних джерела — Аарма і Вяхемере. Літньої пори тут часто утворюються невеликі тимчасові водойми площею від 0,1 до 6 га. Ці ефемерні озера живляться атмосферними опадами і наприкінці літа висихають. Частина з них поглинається водами Балтійського моря, коли його рівень підіймається під дією західних вітрів. Єдине постійне озеро на острові — Абая площею 6 га. Однак і воно при високому рівні моря з'єднується з ним. На Сааремаа в межах національного парку Вільсанді є два струмка — Весіку та Ойу. Крім них на півострові Кууснимме описано понад 30 джерел та декілька прісних озер, які місцеві жителі називають «око». На півострові Харілайд цікаве озеро Лайалепа. В минулому ця водойма була морською затокою, яку новоутворена піщана коса ізолювала від відкритих вод.

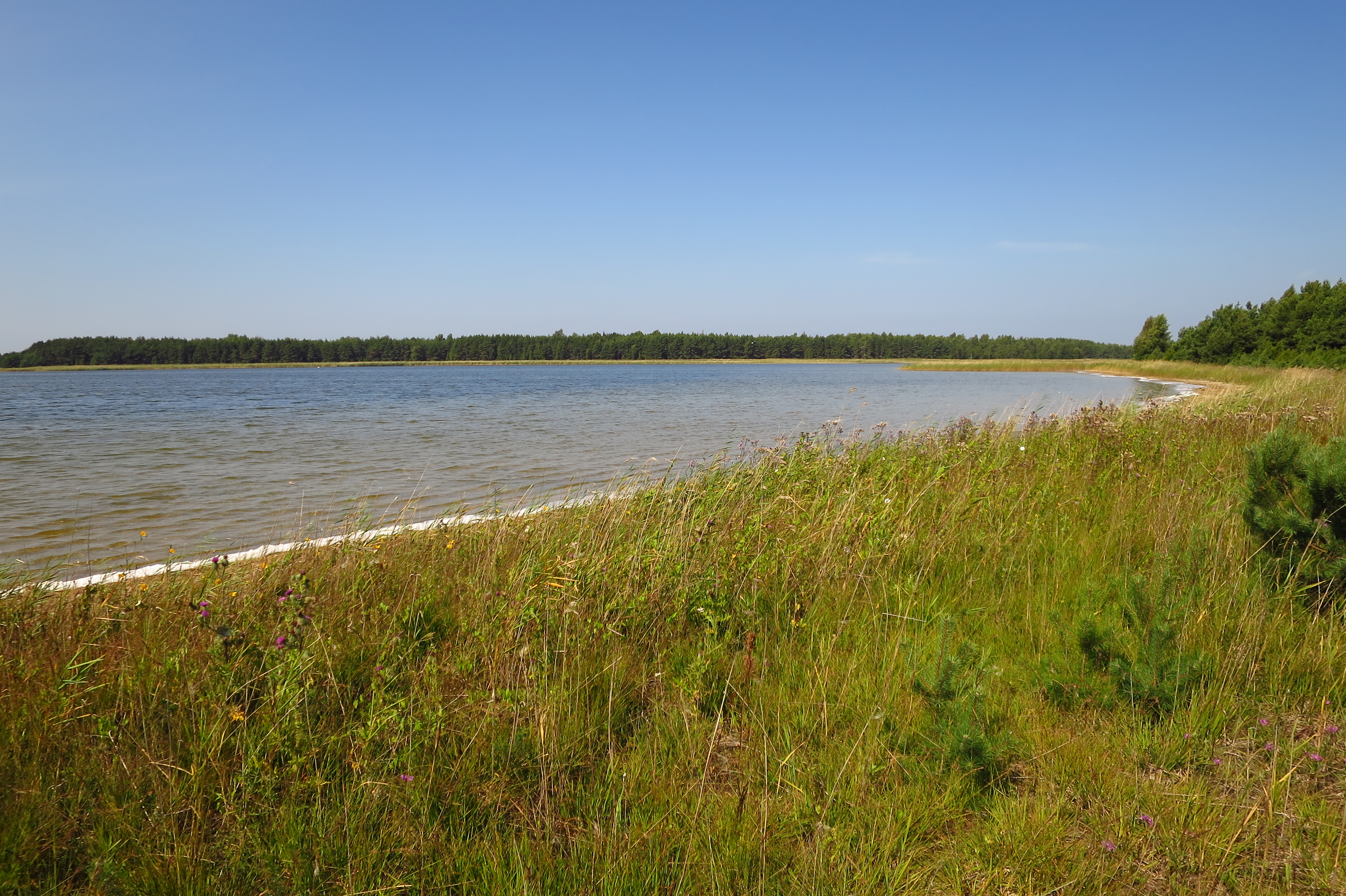
Озеро Лайалепа.

На прикладі цих водойм можна простежити еволюцію гідрологічної мережі парку загалом. Спочатку колишні лагуни островів внаслідок підняття суходолу ізолюються від моря піщаними наносами, ці водойми солонуваті, оскільки не втрачають зв'язку з морем. При подальшому піднятті суходолу ізоляція стає повною, озера прісніють і починають живитися атмосферними опадами і маленькими джерелами. Їхня глибина зазвичай не перевищує одного метра, тому в спекотні літа вони міліють до стану мулистих калюж. Наразі такі водойми мають тенденцію до перетворення на низинні болота.
Акваторія національного парку Вільсанді займає ⅔ його площі. В ній виділяють Кіхельконнську затоку, витягнуту з північного заходу на південний схід на 15 км між півостровами Папіссааре і Кууснимме. Її гирло завширшки 3 км. Наближена до моря частина затоки глибока і не має островів, а в глибшій, захищеній від прибою, їх дуже багато. Внутрішня частина затоки завглибшки 4—5 м, а зовнішня має глибоку западину. У цій частині є витягнутий риф Пятсураху, який при високому рівні моря затоплюється водою. Дно цієї затоки кам'янисте, місцями щебенисте або піщане. Кіхельконнська затока з'єднана з двома меншими — затокою Абая, що лежить північніше від півострова Папіссааре, і затокою Лоона, розташованою між півостровами Папіссааре, Кійрасааре і Кууснимме. Обидві захищені від вітрів і славляться цілющими грязями. Затока Абая внаслідок підняття дна балтійського моря дуже обміліла, хоча деякі ділянки її берегів за старою звичкою все ще називають «островами». На південь від Папіссааре знаходиться ще одна крихітна затока Люлле. В ній є маленькі острівці, а південна заводь цієї затоки являє собою опріснене прибережне озеро.

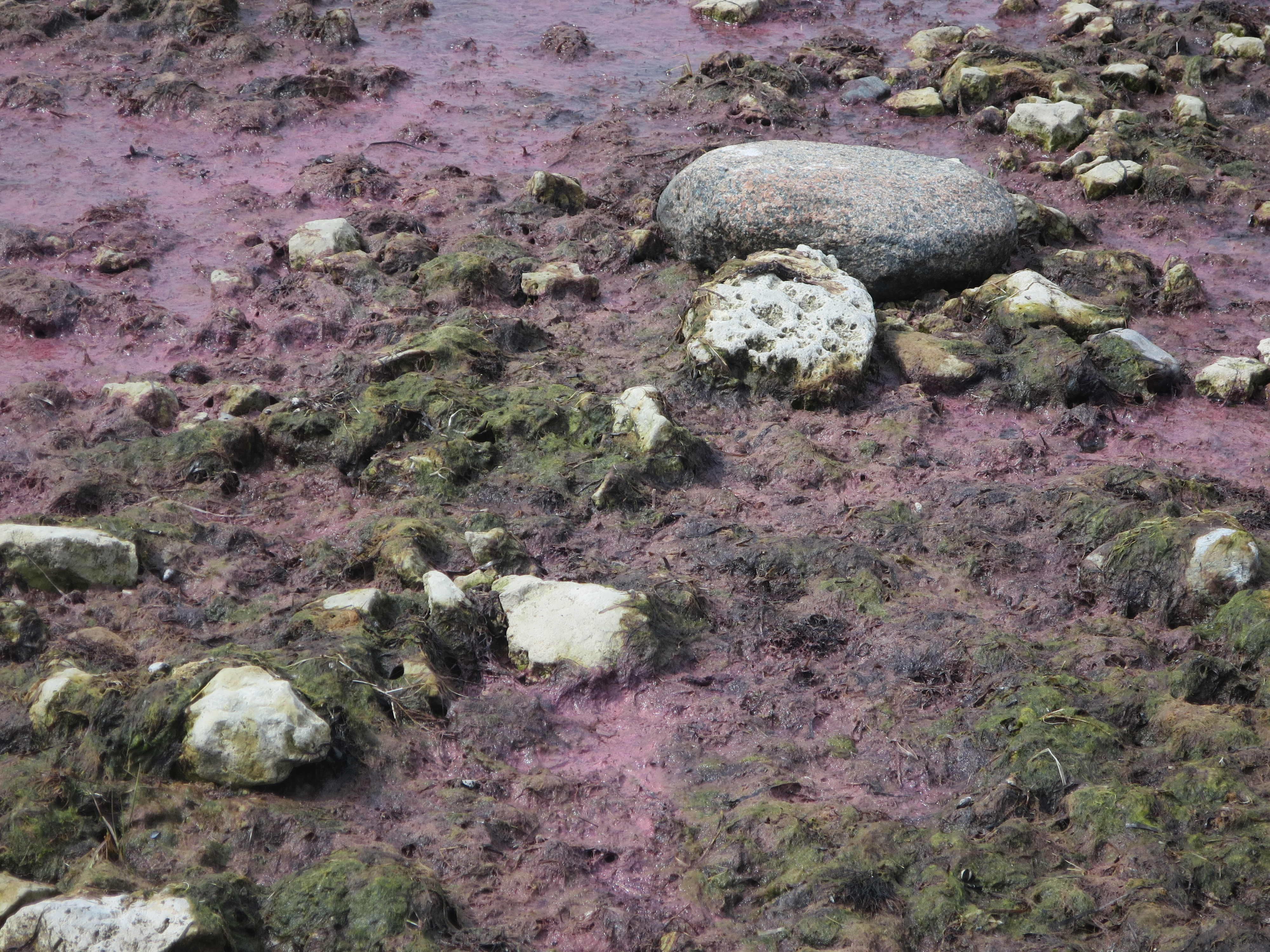
Червоний морський мул і викинуті зелені водорості — субстрат, який заселять невибагливі рослини-піонери.

За площею із Кіхельконнською співставна Куусниммська затока, розташована між півостровами Кууснимме й Ееріксааре. Однак на відміну від першої її глибина не перевищує кількох метрів. Із Кіхельконнською затокою вона з'єднана протокою Кякісілм, а з морем — протокою Вільсанді-Курк, розташованою між півостровом Матураху і островом Лаазіраху. У Куусниммській затоці багато дрібних островів, зосереджених здебільшого біля узбережжя однойменного півострова, та й взагалі берегова лінія цієї затоки дуже звивиста, бо її утворюють колишні острови, що перетворились на численні миси. Дно Куусниммської затоки кам'янисте, подекуди його вкривають морський мул, глина чи пісок.
Найпівденніша з великих заток національного парку — Атла, що лежить на південь від півострова Ееріксааре. В порівнянні з іншими вона більш відкрита з боку моря, глибша і має дещо згладжену берегову лінію (біль-менш пересічений лише берег півострова). В цій затоці мало островів, але привертає увагу розташований у її центрі риф Суурраху. Дно затоки Атла переважно кам'янисте.

## Флора

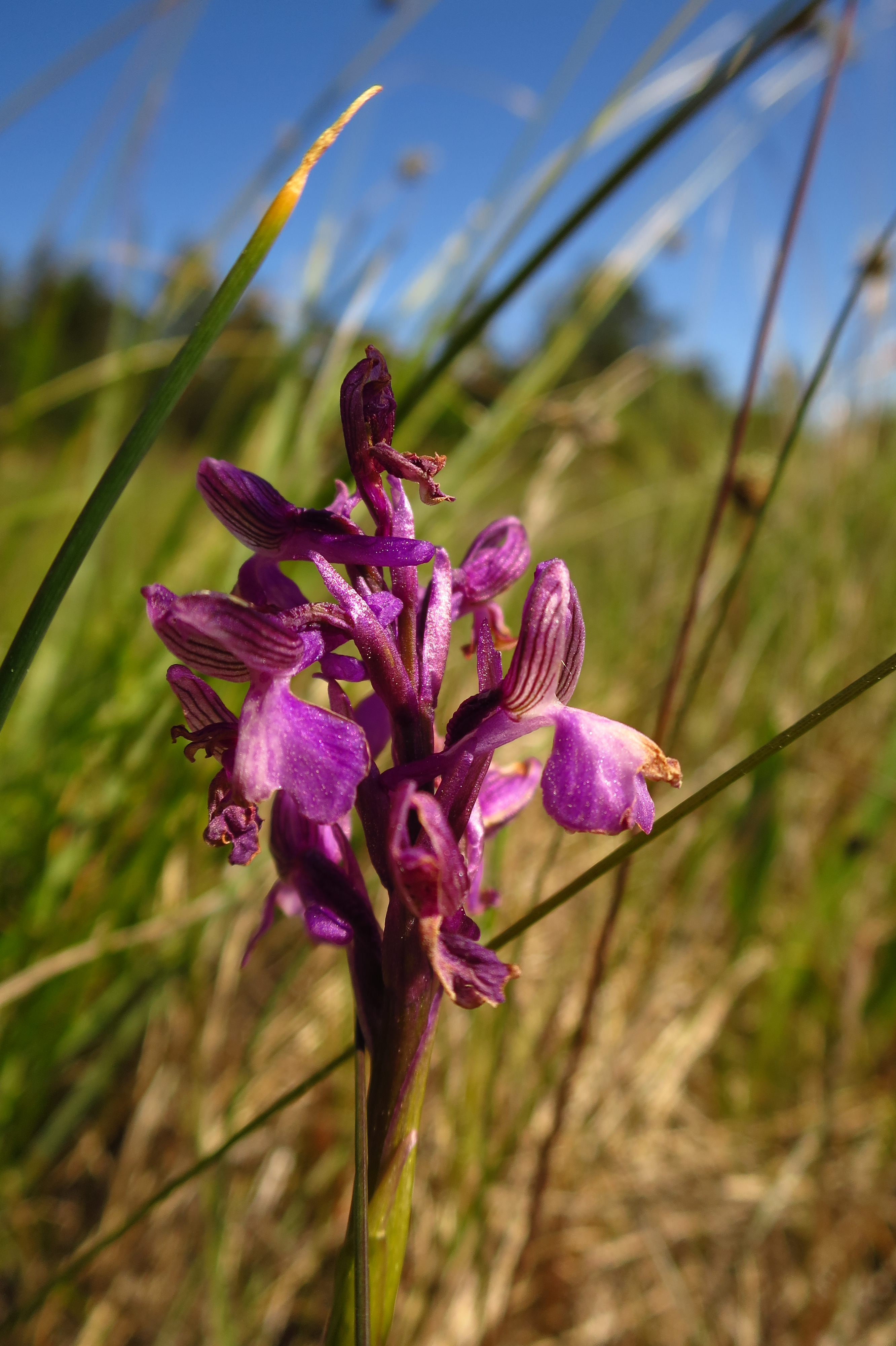
Плодоріжка салепова — одна з орхідей флори Вільсанді.

На теренах національного парку Вільсанді знайдено 520 видів рослин, 157 видів лишайників і 70 видів водоростей, що становить понад 70 % флори острівної частини країни. Такому розмаїттю сприяють географічне положення парку, поява нових ділянок суходолу, ще незаселених поширеними рослинами, специфічні геологічні, ґрунтові, ценотичні умови. Серед вільсандійських рослин багато рідкісних, занесених до Червоної книги Естонії, наприклад, тільки орхідей тут описано 32 види. Гриби системно не досліджувались, однак багато рідкісних їх видів відмічено на острові Вільсанді. Основними фітоценозами національного парку є підводні асоціації рослин, піонерні рослинні угруповання, прибережні луки, альвари і ліси.
Морська рослинність парку одна з найбагатших у водах Естонії, вона включає щонайменше 15 видів зелених водоростей, 12 — бурих, 9 — червоних, 3 — харових і 6 видів квіткових рослин. На мілинах біля островів Вайка і Ноотамаа багато кладофори білуватої — це єдине оселище цього виду в східній Балтиці. Ніде крім Вілсанді не трапляється і руппія спіральна. Звичайні тут рідкісні для Естонії Capsosiphon fulvescens, Percursaria percursa. У глибоких частинах заток ростуть водорості, звиклі до високої солоності води: зелені — кладофора, ульва, уроспора, бурі — фукус пухирчастий, ектокарпус, червоні — філофора, родомела тощо. Мілкі ділянки з піщаним дном, захищені від вітрів, сприятливі для квіткових рослин і харових водоростей, серед яких часто трапляються хари балтійська і шорстка. У затоці Кіхельконна розвинуті угруповання фурцеллярій і камки, що слугують кормом для птахів. Велике значення мають густі зарості фукуса, де знаходять прихисток м'якуни, ракоподібні, промислові риби (салака, тріска). У фітопланктоні знайдено 25 видів мікроскопічних водоростей, з них 8 ціанобактерій, 13 видів діатомових водоростей, 3 види зелених, 1 золотистих.

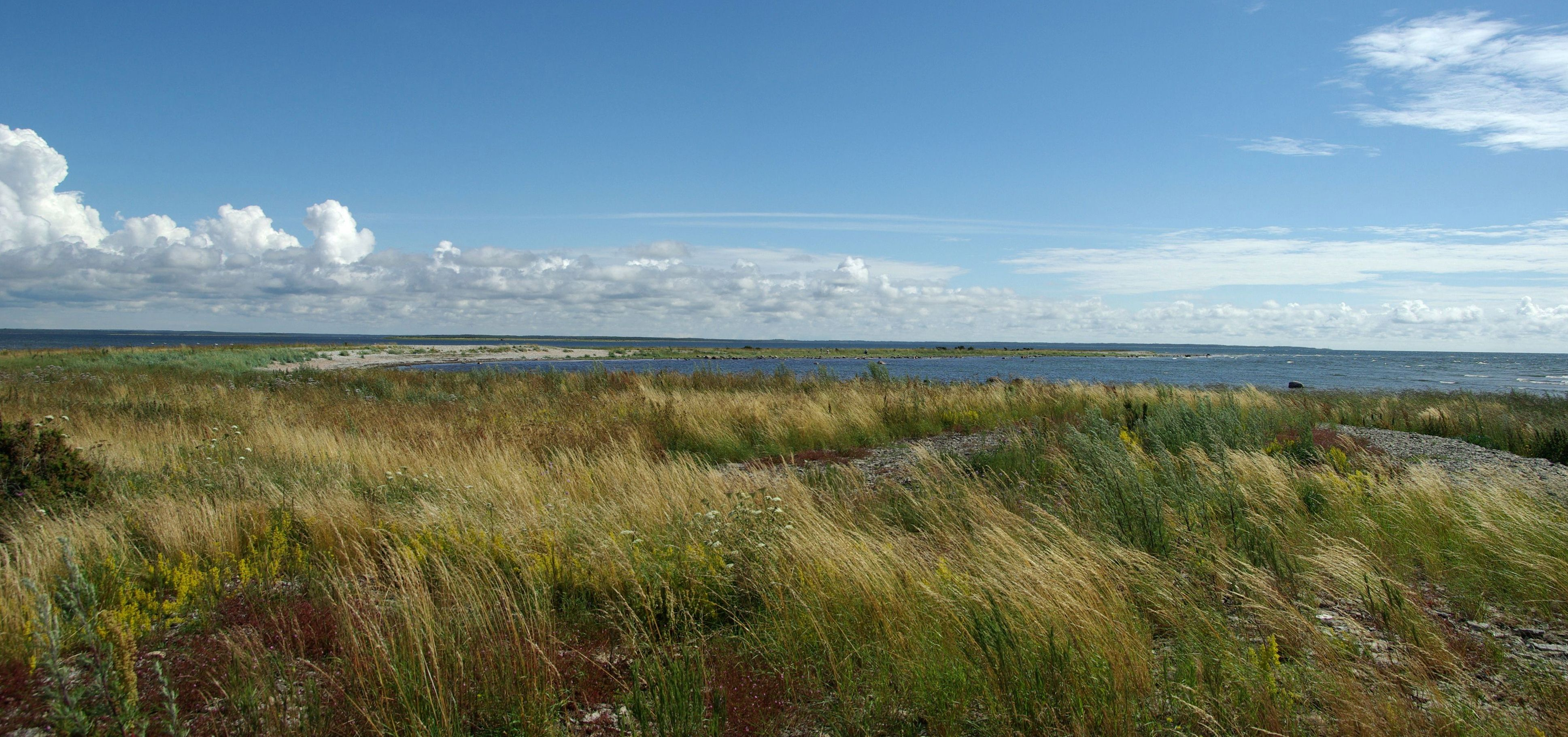
Піонерне угруповання на узбережжі Вільсанді з пістрявим трав'яним покривом.

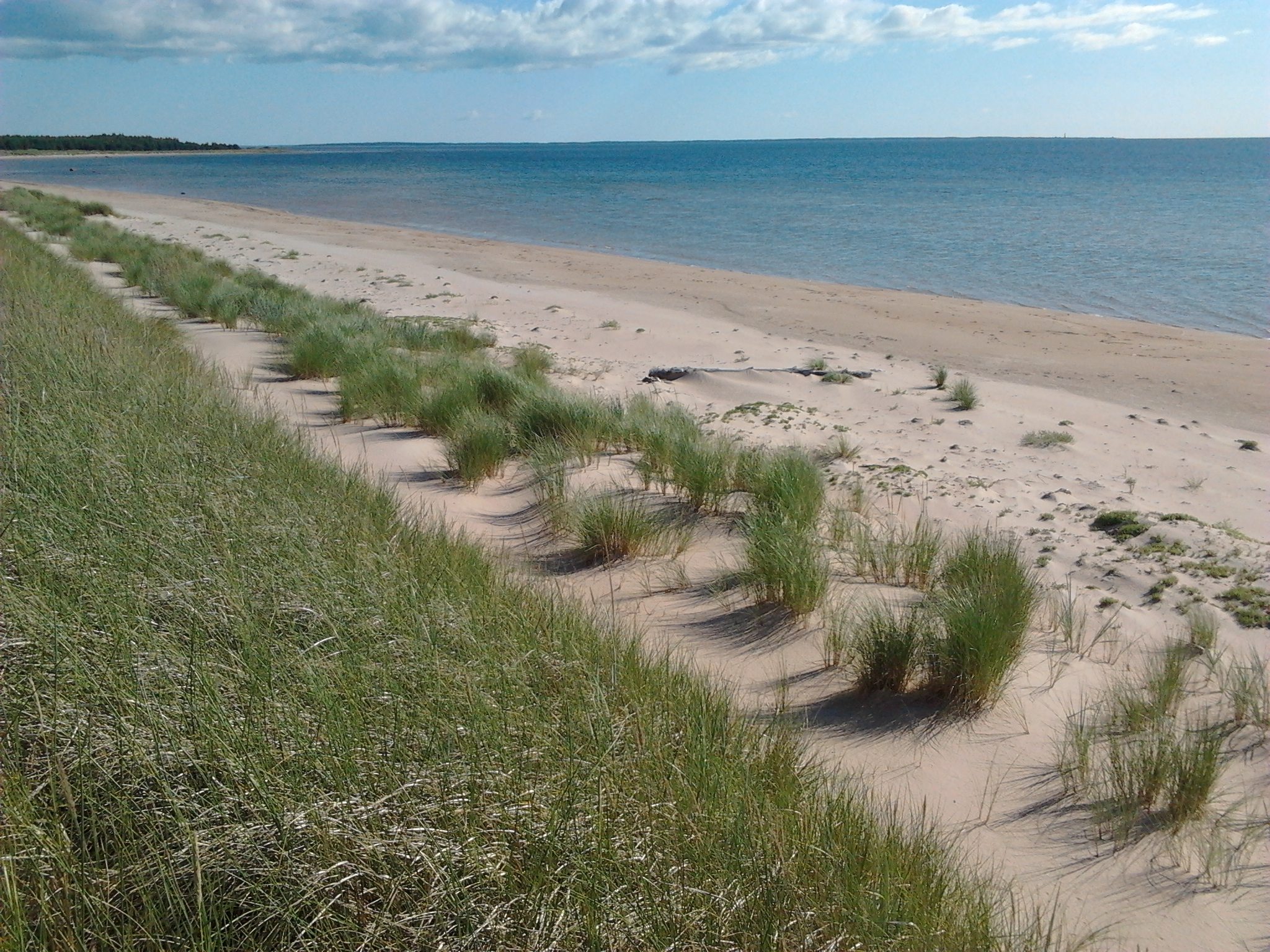
Коса, поросла колосняком пісковим, — таким є типовий вигляд узбережжя Харілайда.

Піонерні фітоценози з'являються на нових ділянках суходолу, що недавно піднялися з моря, а також на галечникових валах, викидах мертвих водоростей, у смузі прибою, тобто там, де немає ґрунту, а умови вкрай несприятливі. Видовий склад таких угруповань вузький (5—38 видів), вельми пістрявий і непостійний, оскільки в них велику роль відіграють випадково занесені рослини. Найчастіше тут виживають Cochlearia danica і Sagina maritima, рідше журавець блискучий і смердючий, очиток їдкий, паслін солодко-гіркий, чебрець повзучий.
Трохи далі від води розвинуті прибережні луки, які займають 12 % площі парку. Вони мають кілька різновидів. Найпримітивніші з них — це галофільні угруповання, що розвинулись на вологих луках, які влітку висихають до стану солончаків. Тут також багато піонерних рослин, зокрема, підмаренника справжнього, солонцю лежачого. У місцях гніздування птахів, які залишають послід, багатий на азотисті сполуки, мозаїчно розвинута орнітофільна (нітрофільна) рослинність. Наприклад, на островах Вайка трапляються плями очитку їдкого, полину звичайного, полину-нехворощі, фіалки триколірної, на Лаазіраху — Artemisia rupestris, оману верболистого, костриці овечої, на Телве-Куйвараху — полину гіркого, на Ахераху — Melilotus altissimus, валер'яни лікарської, пижма звичайного. Ті луки, які перетворились на пасовища, мають багатший трав'яний покрив. На них переважають злаки: безколінець блакитний, костриці очеретяна і червона, пирій повзучий, французький райграс високий із домішками ситника Жерара, катрану приморського, тризубця приморського, хріниці широколистої. Скорочення випасання худоби призвело до того, що вологі пасовища перетворились на заболочені луки, де панують безколінець блакитний, осоки просяна і чорна, щучник дернистий, а як домішка трапляються поодинокі сосни, пухнасті берези, кущі жостеру проносного. На вологих ділянках зрідка можна побачити Rhinanthus osiliensis — естонського ендеміка з вкрай вузьким ареалом, що охоплює тільки острів Сааремаа і його близькі околиці.

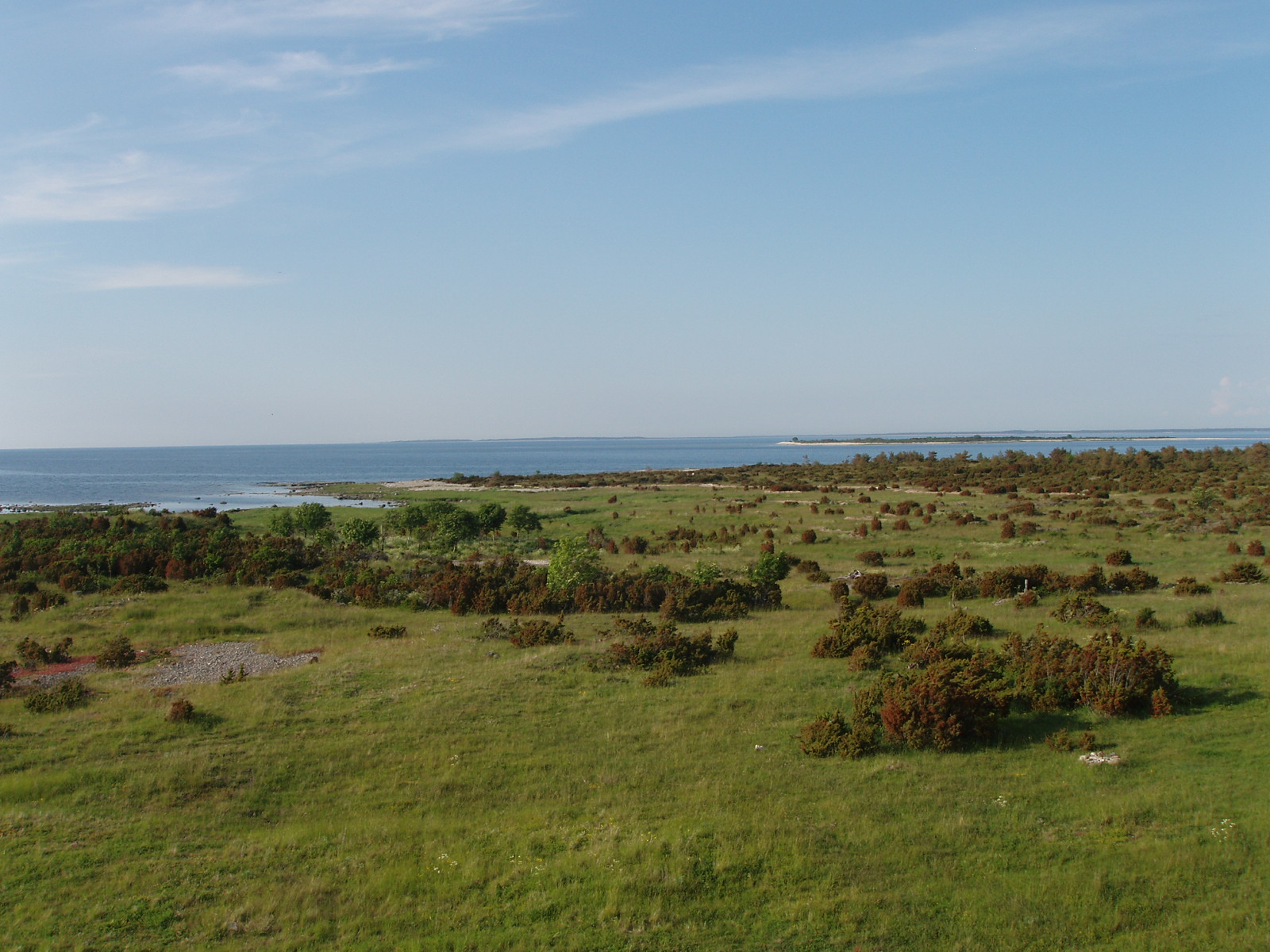
Альварна лука, що заростає ялівцем.

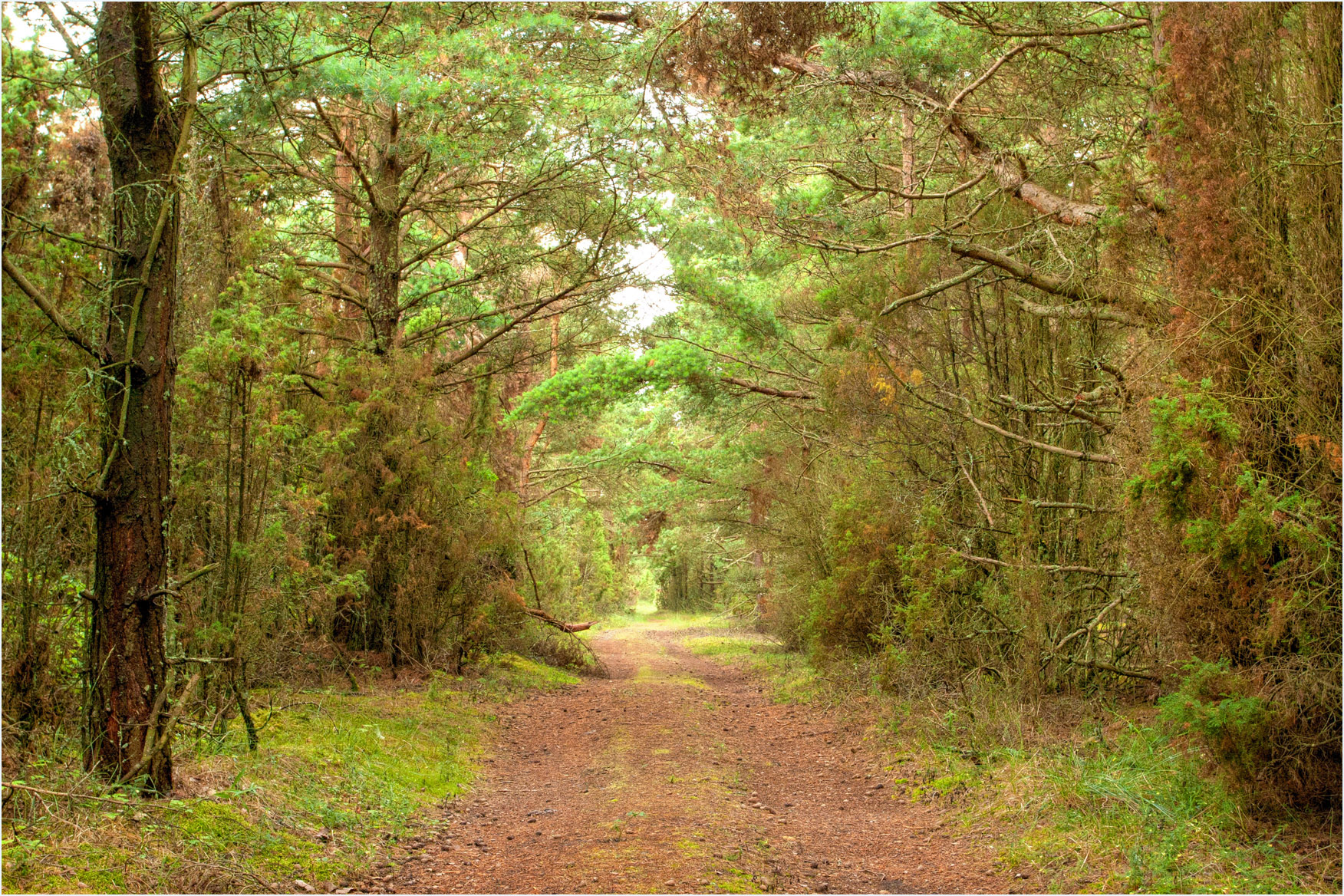
Ліс на півострові Харілайд.

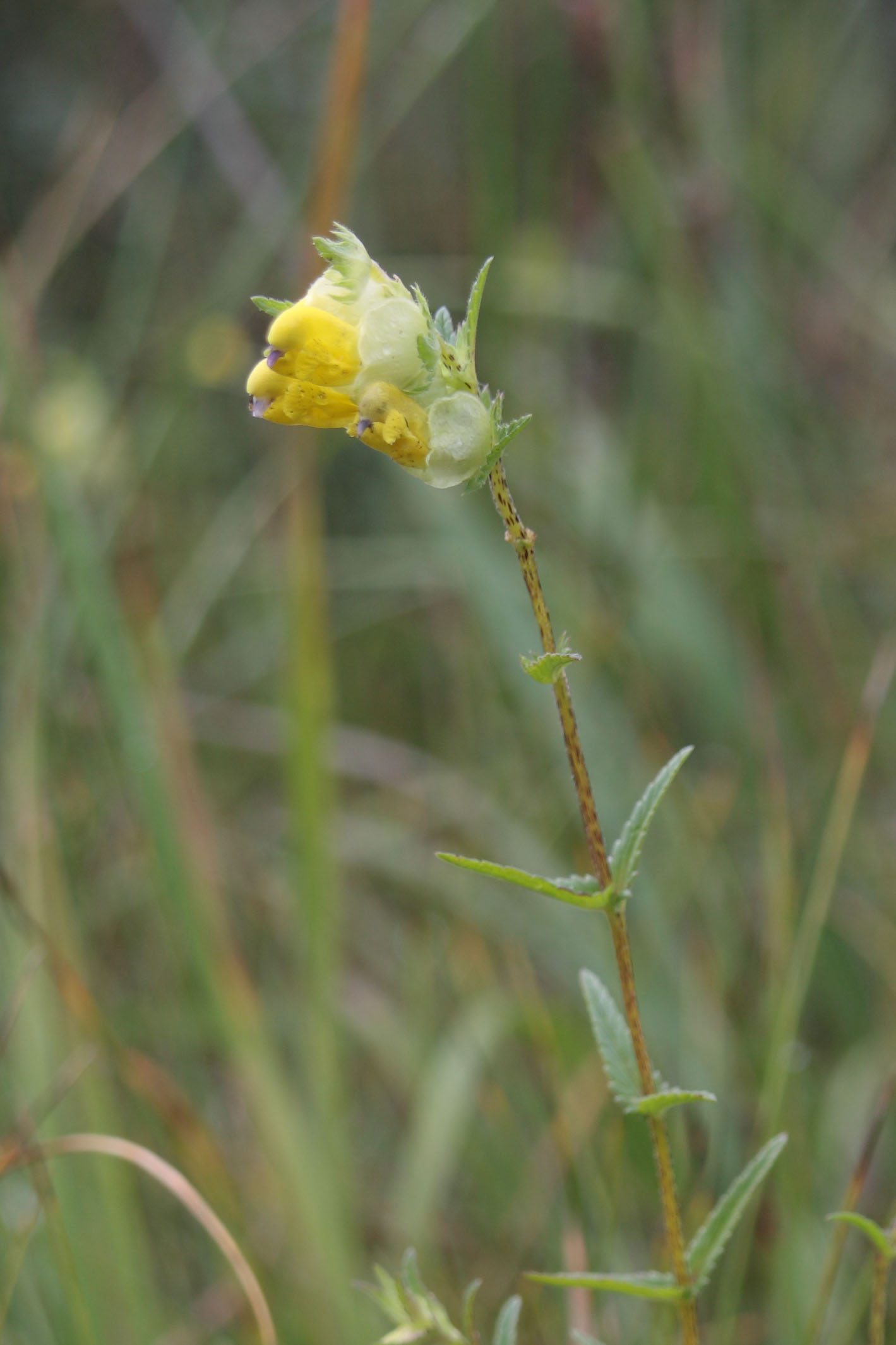
Rhinanthus osiliensis — вузький ендемік Естонії.

Особливим типом рослинності є альвари, зосереджені переважно на островах Вільсанді й Сааремаа. Вони розвинулись на ділянках із малопотужним ґрунтом, підстеленим вапняковою породою. Через поруватість вапняку на таких ділянках вода швидко просочується углиб, і рослини влітку відчувають брак доступної вологи. В національному парку Вільсанді є два типи альварів: молоді, на яких утворились специфічні альварні луки, і старі, з альварними лісами. Альварним лукам притаманні асоціації костриці овечої з чебрецем, костриці з безколінцем блакитним, чебрецю з підмаренником справжнім, костриці з конюшиною білою, костриці з осокою весняною, гадючника болотяного з безколінцем блакитним, Carex salina з безколінцем блакитним. Крім того, тут дуже сприятливі умови для орхідей, яким до вподоби високий вміст кальцію. Найчастіше тут можна побачити зозулинці балтійський і чоловічий, неотінею обпалену, плодоріжки пірамідальну і салепову. Окрім рослин серед рідкісних мешканців альварних лук слід зазначити лишайники кладонію згорнуту і сквамарину сочевиценосну. Раніше альварні луки підтримувало у стабільному стані випасання худоби, зменшення антропогенного впливу призводить до їх поступового заростання чагарниками, що збіднює трав'яний покрив. Наступною стадією заростання альварних лук є альварний ліс. Через брак вологи його формують переважно сосни і пухнасті берези. Чагарниковий ярус в таких лісах дуже розвинутий, в ньому панують ялівець (6—55 % проективної площі), жимолость татарська (до 25 % проективної площі), жостір проносний, горобина звичайна, калина звичайна, аґрус, порічки альпійські, різні шипшини. Серед альварних лісів національного парку виділяють такі типи:
1. мучницево-альварний з негустим трав'яним покривом, в якому багато лишайників, трапляються мучниця, вероніки лікарська і дібровна, суниці лісові, костриця червона, мохи гілокомій блискучий, плевроцій Шребера, рітідіадельфус тригранний;
2. бруснично-альварний з багатим чагарниковим підліском і злаками у трав'яному покриві (здебільшого Helictotrichon pratense, грястицею звичайною, кострицею овечою);
3. підлісково-ліщиновий з розвинутим чагарниковим ярусом, в якому переважають ялівець, ліщина. В трав'яному покриві цього лісу багато суниць, перлівки пониклої, тонконога вузьколистого, костриці червоної, кропиви дводомної, підлісок звичайних, мохів гілокомія блискучого, мніума хвилястого, плевроція Шребера;
4. безколінцево-альварний з дуже бідним трав'яним покривом, де 30  % складає безколінець блакитний, а домішками до нього є горошок лучний, жовтець їдкий, трясучка середня та деякі мохи, як от рітідіадельфус тригранний;
5. куничниково-альварний з багатим трав'яним покривом, в якому найбільш помітні безколінець блакитний, суниці лісові, грястиця звичайна, тонконіг вузьколистий, Pilosella officinarum та різноманітні мохи (проективна площа понад 20 %) — абієтінела ялиноподібна, дикранум хвилястий, плевроцій Шребера;
6. перлівково-альварний з дуже густим чагарниковим підліском із ялівця, жимолості татарської, крушини ламкої, горобини звичайної, але з бідним трав'яним покривом, де переважає перлівка поникла. Лише у вологих місцинах до нього домішуються осока чорна і дворядна, гребінник прибережний. Мохи тут розподілені дуже нерівномірно, на тих ділянках, де їх багато, частіше за все можна натрапити на мніум хвилястий, рітідіадельфус тригранний, плевроцій Шребера[4]. Загальною рисою альварних лісів є те, що в них, як і на альварних луках, багато орхідей, однак видовий склад їх інакший: поруч з непомітними зозулиними сльозами яйцеподібними, коральковцем тридільним, любками зеленоцвітою і дволистою, тут трапляються привабливі булатки довголиста і червона та, особливо, зозулині черевички справжні, що в межах Естонії є рослиною з найбільшими квітками[1].

Окрім альварних лісів у національному парку Вільсанді є і справжні. В минулому їхня площа була зовсім незначною, але після того як на цих землях перестали косити сіно і випасати худобу, ліси значно поширились і наразі займають 47 % площі парку. Окрім альварних сосняків в межах охоронюваної зони можна побачити діброви, липини, осичняки і зарості ліщини. Дуже мальовнича березина на кліфі Соегніна, в якій добре себе почувають рідкісні для Естонії плющ звичайний і цибуля ведмежа. Навколо боліт вузькими смугами зростають пригнічені березини, сосняки і мішані ліси. В національному парку Вільсанді є дуже рідкісне болото на вапняковому ґрунті, поросле меч-травою болотяною, а також джерельні та низинні болота.

## Фауна
В національному парку Вільсанді зареєстровано 14 видів ссавців, 247 видів птахів і 39 видів риб.

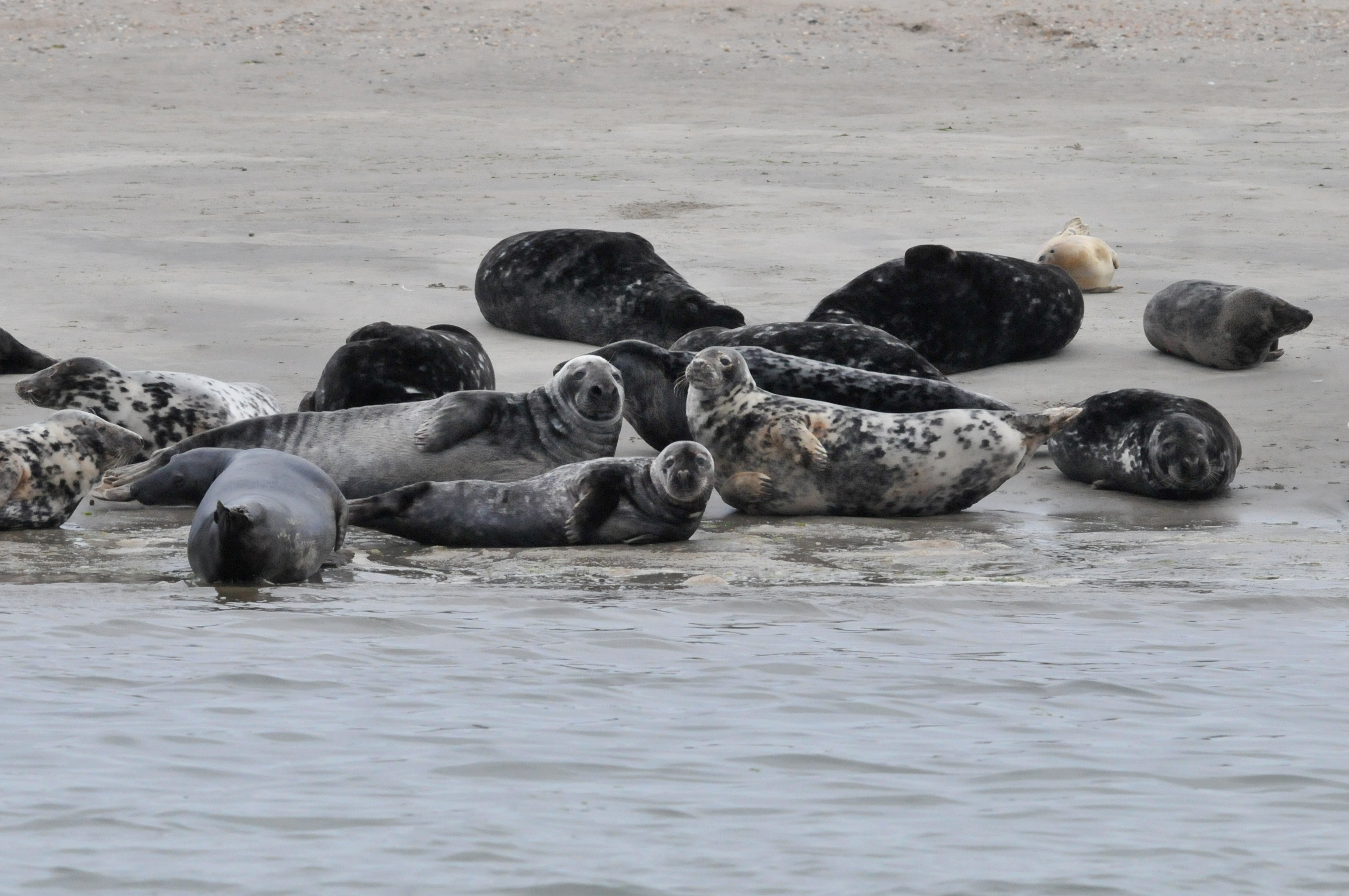
Тев'яки на лежбищі.

Незначне видове розмаїття ссавців спричинене як географічною ізоляцією охоронюваних островів, так і тим, що більшість з них періодично затоплюють штормові хвилі. Природно, що типовими для цих місць мешканцями є, перш за все, морські звірі. Найчисельніші з них — кільчасті нерпи. Влітку вони трапляються поблизу островів Ноотамаа, Лаевараху, Іннараху, холодної пори помічені також біля кліфу Соегініна. Крім нерп у водах національного парку живуть тев'яки. До XIX століття включно вони були дуже чисельні, на цих тварин щороку полювали місцеві жителі, але через незначну кількість мисливців здобичі менше не ставало. Чисельність тев'яка скоротилась у XX столітті вже після припинення місцевого промислу. Наразі цих тварин менше, ніж нерп, але вони теж доволі звичайні на Іннараху, Лаевараху, хоча і покинули лежбище на Салавамаа. Вільсандійська популяція тюленів є найбільшою у країні. Третім морським ссавцем, приналежним до фауни парку, є фоцена звичайна, що час від часу запливає до заповідних вод.
Серед наземних ссавців першими острови національного парка заселили рухливі види, здатні перепливати затоки, пізніше — дрібні, які потрапили сюди через обсохлі мілини або по льоду. З-поміж комахоїдних на Вільсанді багато мідиць звичайних, а також європейських їжаків, завезених сюди людиною. Чисельність останнього виду значна, але нестабільна, на неї негативно впливають лисиці й єнотоподібні собаки. Також на Вільсанді реєстрували два види кажанів: пергача північного та чисельну нічницю водяну, яка тяжіє до антропогенного ландшафту. Гризунів на островах національного парку мало, здебільшого це завезені людиною види, такі як пацюк сірий і миша хатня. Винятком є щур водяний, який не тільки заселив майже усю територію парку, а й навіть шкодить на Вільсанді під час спалахів чисельності, які припадають на кінець літа. На півостровах Папіссааре і Кууснимме мешкають звичайні вивірки, вони полюбляють хвойні ліси. Разом з ними лісові ділянки обжили зайці білі, натомість зайці сірі воліють жити у відкритих біотопах островів Вільсанді, Лооналайд і Салавамаа.
Хижих ссавців на охоронюваній території відмічено чотири види: вовки навідувались на острови епізодично наприкінці XIX — у першій половині XX століть; лісові куниці звичайні дотепер у лісах Сааремаа; лисиці поширені на усіх великих островах, де полюють на морських птахів під час гніздування (постійно живуть декілька пар); єнотоподібних собак вперше зустріли на Весілоо 1974 року і з того часу вони стали звичайними, але шкодять так само як і лисиці. Так само звичайні чотири види копитних, які не мають у парку природних ворогів. Стабільна чисельність сарн, які крім «материкової» частини заселили острови Вільсанді та Весілоо. Лосі та благородні олені вперше відмічені у 1980-х роках і з того часу регулярно навідуються на острови, хоча і не мешкають тут постійно. Доволі чисельні дикі свині, які хоча і не настільки пристосовані до плавання, але вирізняються активною пошуковою поведінкою. Цей вид шкодить як рослинам (розкопують бульби орхідей), так і птахам (поїдають яйця).

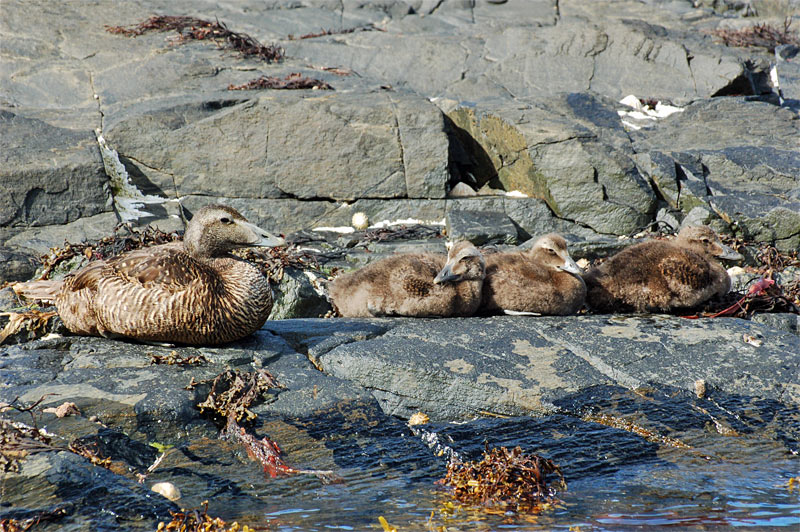
Самиця пухівки з пташенятами відпочиває на камінні серед викинутих бурих водоростей.

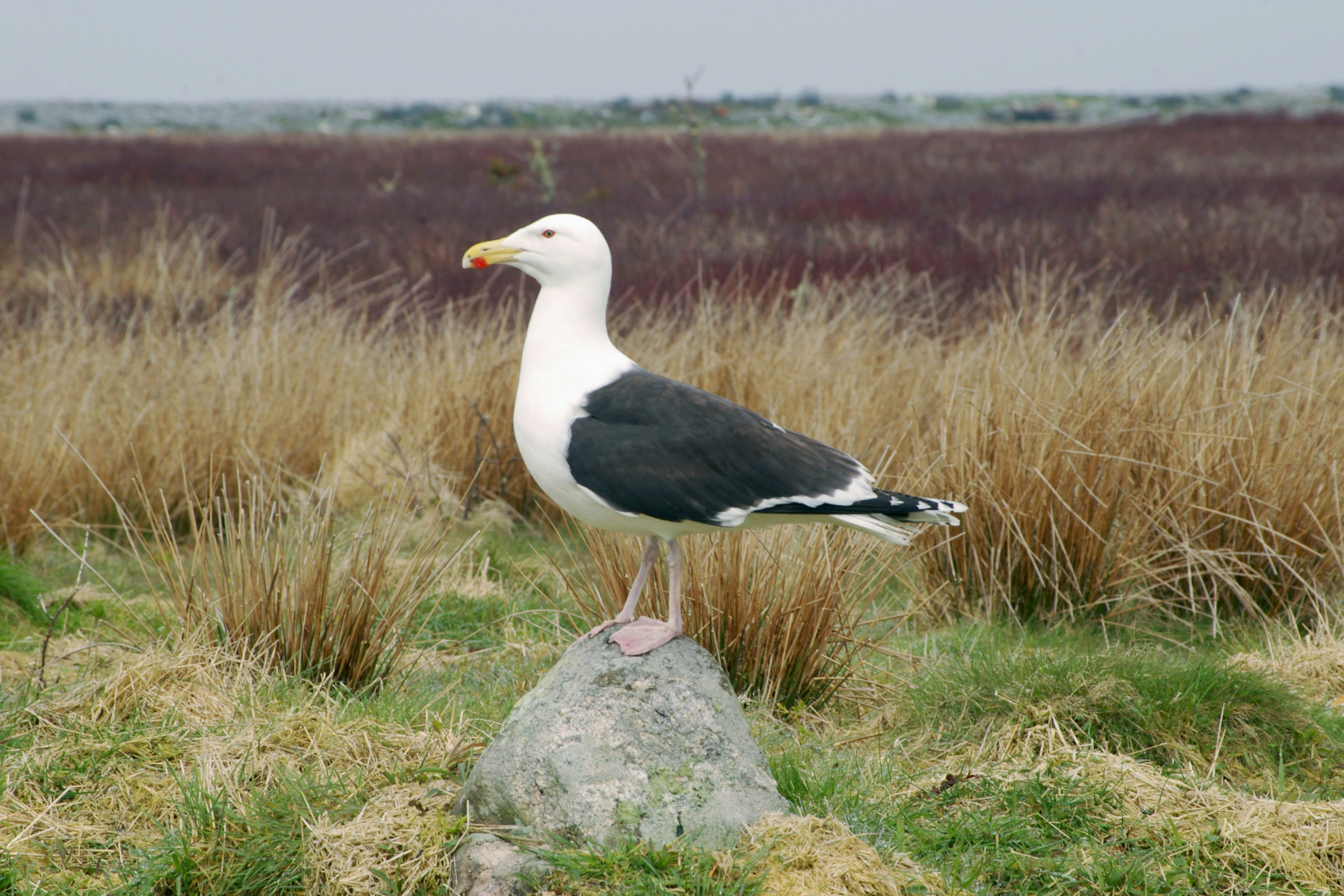
Морський мартин — один з найшкідливіших хижаків на Вільсанді.

Птахи не тільки найчисельніші мешканці національного парку Вільсанді, але й головний об'єкт його охорони. З 274 відмічених тут видів на островах гніздується 114. У 1939 році на островах Вайка гніздувалося 726 пар пухівок, 370 пар сизих мартинів, по 280 пар звичайних мартинів і полярних крячків. Після Другої світової війни птахів тут майже не лишилось (1956 року гніздувалося 128 пар усіх видів), однак завдяки заповіданню території після 1984 року таких налічили понад 7 000 пар.
Наразі найпомітніший птах на гніздуванні в національному парку Вільсанді — пухівка (понад 5 000 пар), крім неї звичні крижні, сірі гуски. Крех середній чисельний, але гніздується рідко, а популяція креха великого існує лише завдяки штучним гніздам, які тут влаштовують ще з часів заказника Вайка. Такі качки як галагаз, чернь чубата, чирянка мала, шилохвіст, широконіска у період розмноження нечисельні, однак великі зграї цих видів зупиняються у парку під час сезонних перельотів. 1958 року в охоронюваній зоні з'явились лебеді-шипуни, вони повільно нарощують чисельність і навіть залишаються тут на зимівлю. Відносно мало у Вільсанді черней морських і турпанів. В національному парку Вільсанді не гніздуються, але дуже чисельні на прольоті білощокі казарки. Все частіше спостерігають тут сибірських малих пухівок — вид під загрозою вимирання.
Серед інших коловодних птахів значне місце займають мартини, крячки і великі баклани. З 1908 року тут гніздуються мартин морський і чорнокрилий, причому обидва види утворюють великі колонії, звідки вилітають полювати на яйця і пташенят пухівок, тому їх розглядають як злісних шкідників. Так само чисельні крячки каспійські, однак вони живляться дрібною рибою, тому завдяки своїй миролюбності не завдають шкоди іншим пернатим. Здебільшого на прольотах зупиняються в парку лебідь-кликун, гагара чорношия і червоношия, лелека білий, журавель сірий, плавунець круглодзьобий, сивка звичайна. Кулики прибережних лук (коловодник звичайний, побережник чорногрудий, чоботар) тут рідкісні, а інші види, що гніздуються на землі (деркач, дрімлюга), майже винищені дикими свинями. Скелясті узбережжя і кам'яні огорожі на Вільсанді вподобали кам'янки звичайні.

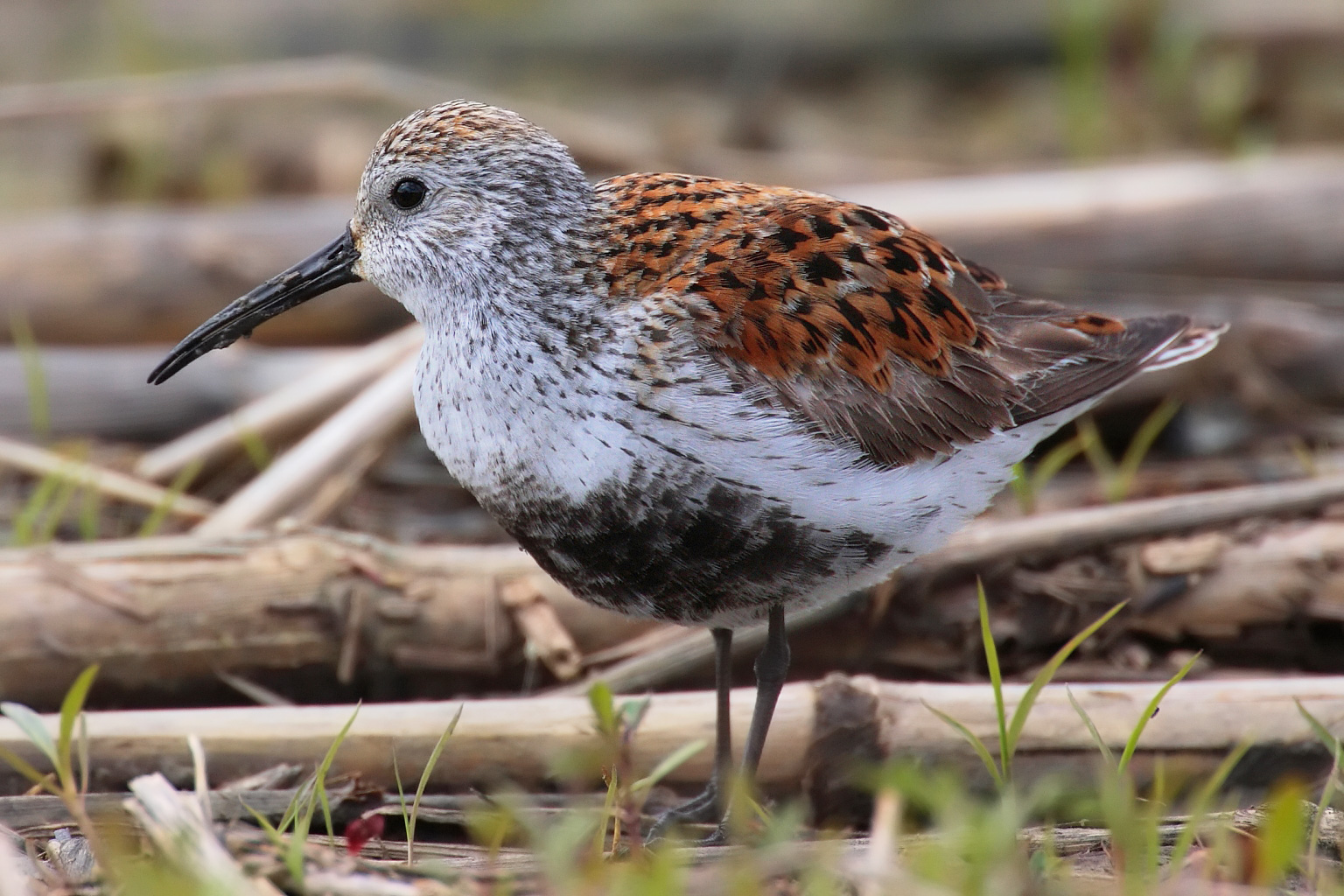
Балтійський підвид чорногрудого побережника у національному парку під особливо охороною.

Орнітофауна лісів і боліт менш яскрава, але і тут поруч зі звичайними мешканцями (співочими птахами, дятлами, голубами, зозулями тощо) трапляються рідкісні. До таких належать хижі пернаті: беркут, підорлик малий, луні очеретяний, польовий, лучний, осоїд, пугач звичайний. На узбережжях полює орлан-білохвіст, а як залітний вид тут спостерігали сапсана. Слід зауважити, що терени національного парку Вільсанді, розташовані на перетині міграційних шляхів птахів, взагалі багаті на незвичні види. Саме тут уперше в Естонії бачили нетипових для цієї країни крячка рябодзьобого, побережника морського, кайру тонкодзьобу, бджолоїдку звичайну, дерихвоста степового, горихвістку чорну, дрозда гірського, мухоловку білошию. Проте найбільш екзотичними серед пернатих гостей парку (як за виглядом, так і за віддаленістю від свого ареалу) були мандаринка (у 1983 році) і рожевий фламінго (у 1962).
Плазунів і земноводних у національному парку мало і зосереджені вони лише в «материковій» частині. Так, у лісах півострова Кууснимме багато гадюк звичайних, а у водоймах півострова Харілайд оселились жаби гостроморді й ропухи очеретяні, причому останній вид в межах парку був реінтродукований.

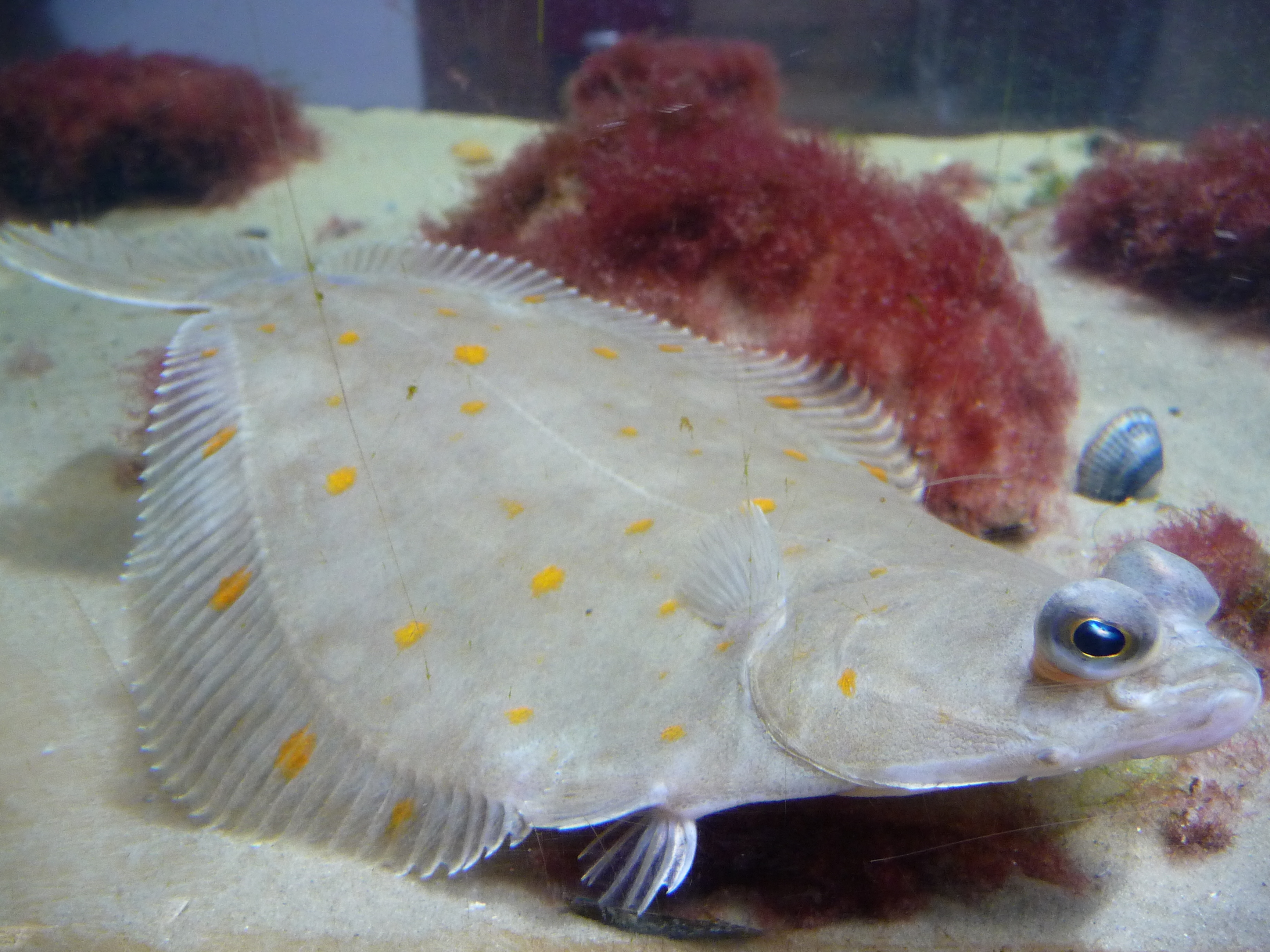
Камбала — давній об'єкт рибальства у водах Вільсанді.

Видове розмаїття риб у Вільсанді — найбільше в країні. З-поміж 39 видів риб у парку трапляються як типово морські, так і прісноводні, яких задовольняє незначна солоність вод східної Балтики. Найчисельніші тут камбала і салака, що складають основу раціону не тільки тюленів, але і місцевих жителів. Крім них доволі звичні щука, окунь, тріска, добре себе почувають у заповідних водоймах бабець європейський, мінога річкова, сиг європейський, лосось атлантичний, хоча близький до останнього пструг струмковий у Вільсанді рідкісний. Як випадкові знахідки в межах охоронної зони реєстрували Acipenser oxyrinchus (балтійська форма європейського осетра), а в 1921 році навіть меч-рибу.
Безхребетні національного парку досліджені фрагментарно. Наприклад, у складі морського зоопланктону виявлено 16 видів, а в бентосній фауні — 48. Основу бентосу складають гамарус, багатощетинкові черви і двостулкові молюски, серед яких особливо характерні гідробія пласка, макома балтійська і мідія їстівна. У густих заростях фукусу ховаються м'якуни серцевидки і теодоксуси. У прісних водоймах мешкають п'явки медичні. Наземні безхребетні майже не досліджені. За окремими спостереженнями поблизу прісних водойм звичайні бабки, на альварних луках знаходили рідкісних для Естонії метеликів з роду Melitaea, головчаків, а також один вид саранових Psophus stridulus.

## Стан екосистем
Перші людські поселення на Моонзундських островах з'явились ще за кам'яної доби, однак протягом кількох тисяч років їхнє населення залишалось нечисельним. До XIX століття постійне житло в межах сучасної охоронної зони з'явилось тільки на островах Сааремаа, Вільсанді, Лооналайд. Це були хутори, мешканці яких займалися рибальством, скотарством, городництвом. Рибальство і городництво практично не впливали на стан довкілля через малу кількість рибалок і невелику площу земельних наділів. Скотарство мало неоднозначний вплив: з одного боку, випасання худоби і заготівля сіна підтримували видове різноманіття лучної флори, вони були головним чинником, що сформував альварні луки; з іншого боку, це турбувало лучних птахів, через що кількість їх була відносно малою. У першій половині XX століття населення Вільсанді досягло максимуму, в цей період на острові жили 169—200 осіб. В цей період негативного впливу зазнала місцева фауна, оскільки люди збирали яйця морських качок і полювали на тюленів, нивелючи природний приріст їхніх популяцій. Однак після організації заказника Вайка екосистеми островів почали відновлюватись, цьому сприяли деякі біотехнічні заходи (облаштування штучних гнізд для крехів).
З другої половини XX століття кількість постійних жителів на Вільсанді стрімко скоротилась, одночасно на передній план вийшли нові чинники. Тепер за відсутності худоби альвари стали швидко заростати чагарниками, а їхнє флористичне різноманіття зменшилось. Пташине населення островів почало потерпати від нових вселенців — диких свиней, лисиць, єнотоподібних собак. Відсутність людського втручання сприяла поширенню мартинів, які легше адаптуються до нових середовищ, ніж морські качки. Мартини, полюючи на яйця і пташенят качок, пригнічували відтворення останніх. Задля підтримки екологічної рівноваги в національному парку регулюють чисельність зазначених вище хижаків. Крім того, тут позбулися деяких штучних ландшафтів. Наприклад, на півострові Харілайд вирубали насадження сосни. На звільнених ділянках утворились заболочені луки, що дозволило знову заселити їх очеретяними ропухами — рідкісними для Естонії земноводними, що колись водились на цих теренах.

## Наукова діяльність
Першими вченими, що відвідали острови Вайка, були балтійські німці А. фон Гебель і А. фон Сасс. 1855 року вони описали 26 видів місцевих рослин. Наступного року ці терени відвідали шведи Т. Вестергрен і К. Скоттсберг. У 1911 році М. Радецький знайшов тут вже 88 видів рослин, а в 1922—1929 роках збиранням ботанічних колекцій займалися студенти Тартуського університету, які проходили практику на біологічній станції в Кууснимме. До початку Другої світової війни у заказнику Вайка встигли попрацювати такі видатні ботаніки Естонії як Густав Вільбасте (1930) і Теодор Ліппмаа (1933—1934). Після війни наукову роботу очолювали такі видатні ботаніки як Хайде-Ене Ребассоо і Кальйо Порк (1960), Марі Рейталу (1972), Маріанна Саар (1975—1977). Надалі системні дослідження здійснювали працівники Талліннського ботанічного саду і Тартуського університету.
Перші зоологічні спостереження у часі збіглися з ботанічними — в 1855 році орнітолог-аматор Артур Тоом повідомив про гніздування чоботаря на островах Вайка. Саме йому, а не титулованим вченим, судилося стати засновником природоохоронної справи в Естонії. Значну допомогу Тоому надав наглядач Ризького природничого музею Фердінанд Штолль, який відвідав острови Вайка у 1907—1911 роках і захоплено спостерігав за місцевим пташиним різноманіттям. З 1906 по 1941 рік Артур Тоом працював наглядачем у заказнику, а наукову роботу здійснювали сторонні відвідувачі: у 1920-х роках це були зоологи Віллем Вооре, Харрі Лінг, Йоханнес Пійпер, лікар Владислав фон Щелига-Мерзеєвський, у 1930-х — орнітологи Ф. фон Зедвіц, Х. фон Екке і Міхель Хярмс. Післявоєнні роки позначилися роботою у Вільсанді таких видатних естонських орнітологів як Олаф Ренно (1953), Ерік Кумарі та Свен Онно (1956), Хенрік Вероманн (1958), Айвар Лейто (з 1980). Перші ентомологічні спостереження у Вільсанді здійснив П. Роман 1899 року, пізніше тут працювали Калле Ремм і Аста Вільбасте.

## Культурна спадщина і туризм

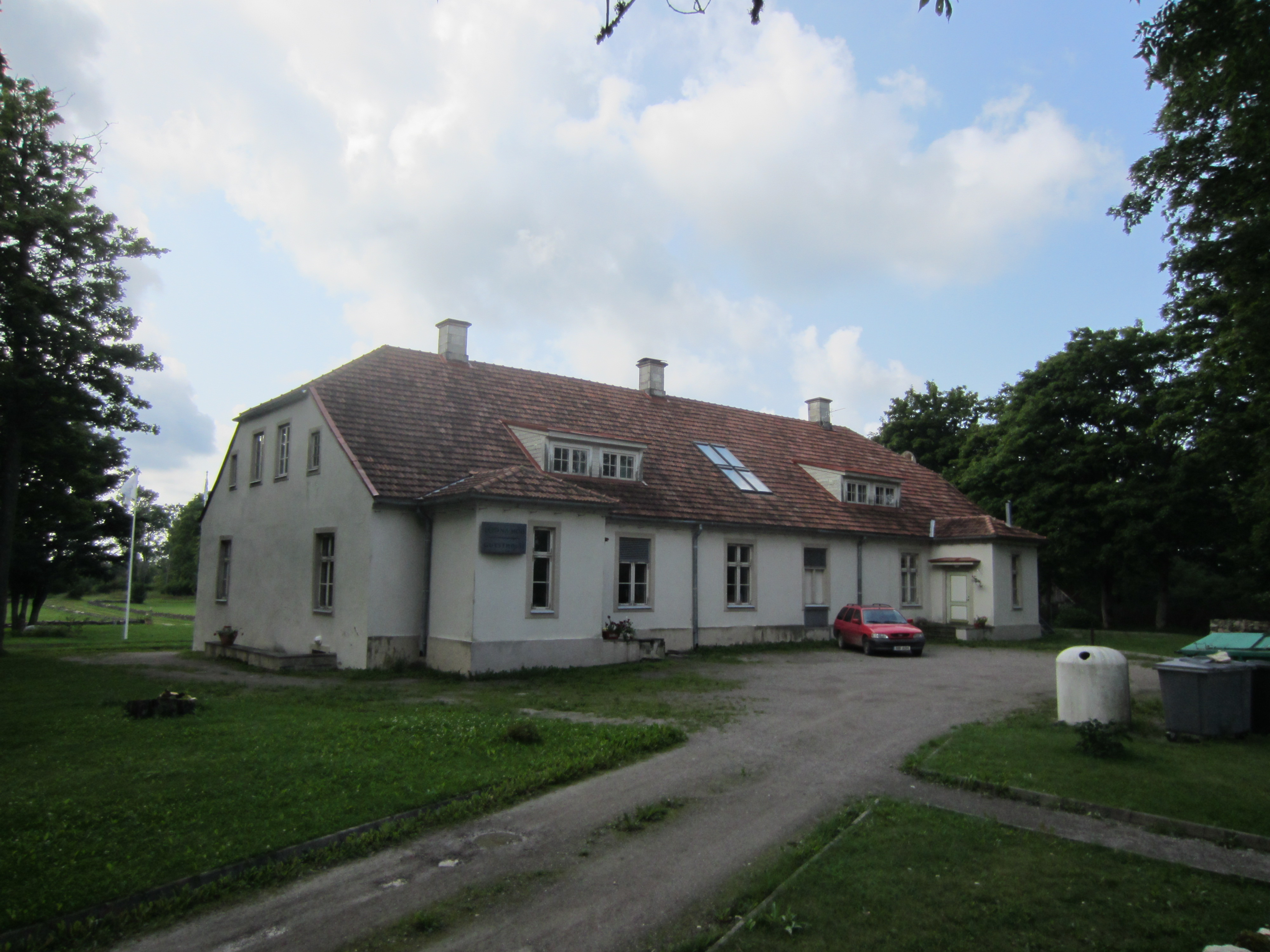
Миза Лоона.

На території національного парку Вільсанді розташований ряд археологічних та історичних пам'яток, крім того цінність становить культурне середовище місцевих жителів і створені ними ландшафти. Саме тому ще в XX сторіччі сюди почали приїздити не тільки заради відпочинку на лоні природи, але і заради пізнавального туризму. Наразі до послуг туристів створена розгалужена інфраструктура. Її головний об'єкт — Відвідувацький центр, що працює у садибі парку, на мизі Лоона.

### Миза Лоона
Перша згадка про фортецю, розташовану на її місці, датована 1506 роком. У XVII сторіччі замість неї звели барокову садибу, однак фортечні мури збереглися у підвалинах нової будівлі. Згодом дім перебудували у класичному стилі. Зараз в ньому розташовані готель і ресторан. Ансамбль мизи включає також під'їзну алею та господарські будівлі, в яких розміщені музейна експозиція, колекція викопних решток, кінозал. Неподалік від неї розташовані підземне кладовище XIII століття і поселення рибалок і мисливців кам'яної доби.
Крім Відвідувацького центру в парку прокладено кілька туристичних стежок, кожна з яких облаштована парковками, місцями для наметів і вогнищ, туалетами, столами з лавками, інформаційними стендами. Перша така стежка йде навколо півострова Харілайд. Її відвідувачі можуть відпочити на пляжі, поспостерігати за птахами і тюленями, порибалити з вудкою на озері Лайалепа. Головною пам'яткою цього маршруту є Кійпсаарський маяк.

### Кійпсаарський маяк

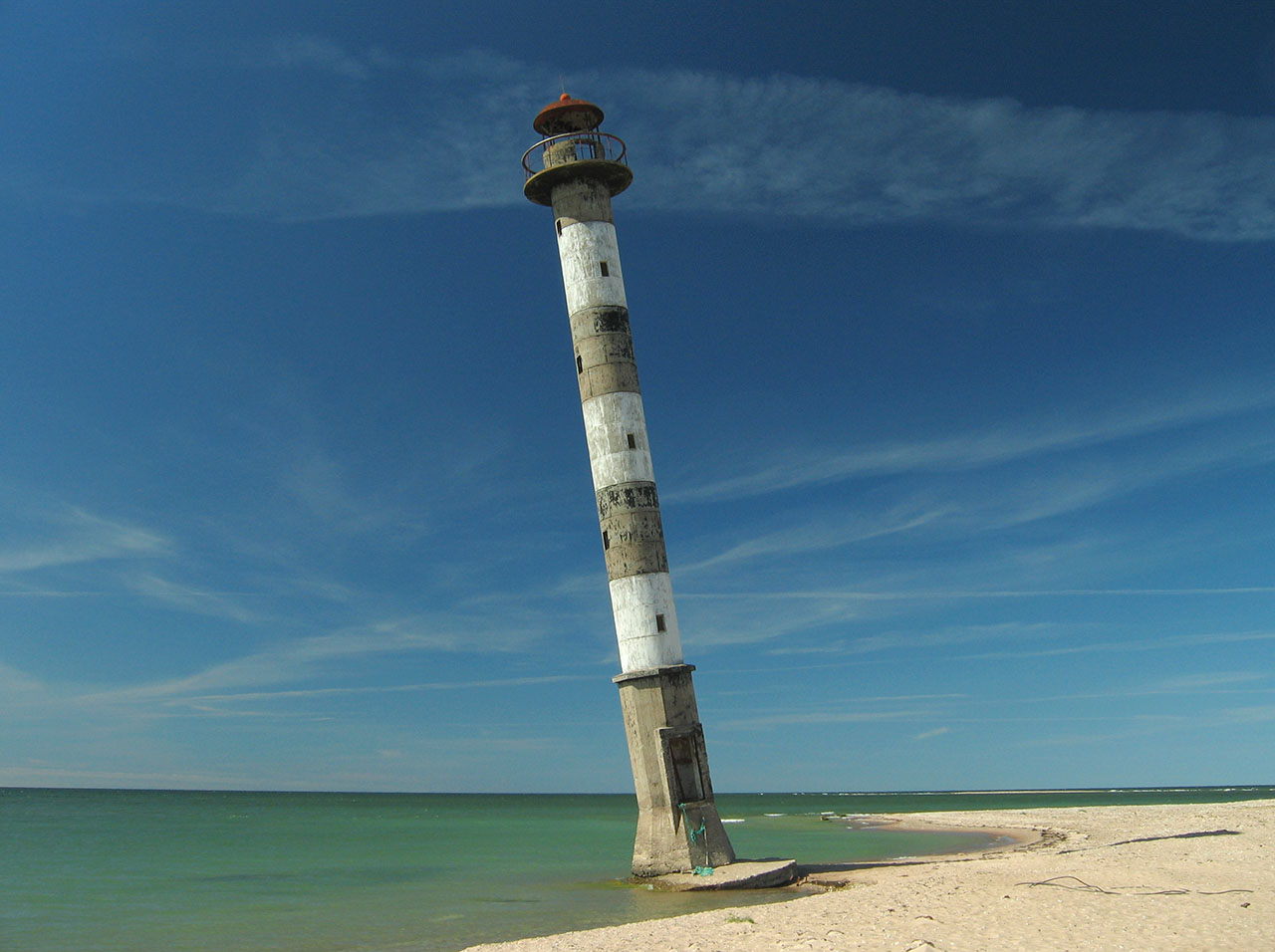
Кійпсаарський маяк у 2006 році, коли він мав найбільший нахил.

Цю залізобетонну навігаційну споруду звели 1933 року. До 1960-х років маяк височів за 200 м від берега Харілайду, однак внаслідок швидкої зміни обрисів півострова зрештою опинився посеред мілководдя. Через вимивання ґрунту він сильно нахилився, хоча згодом дещо випрямився. Став відомий саме завдяки своєму «пізанському» нахилу.

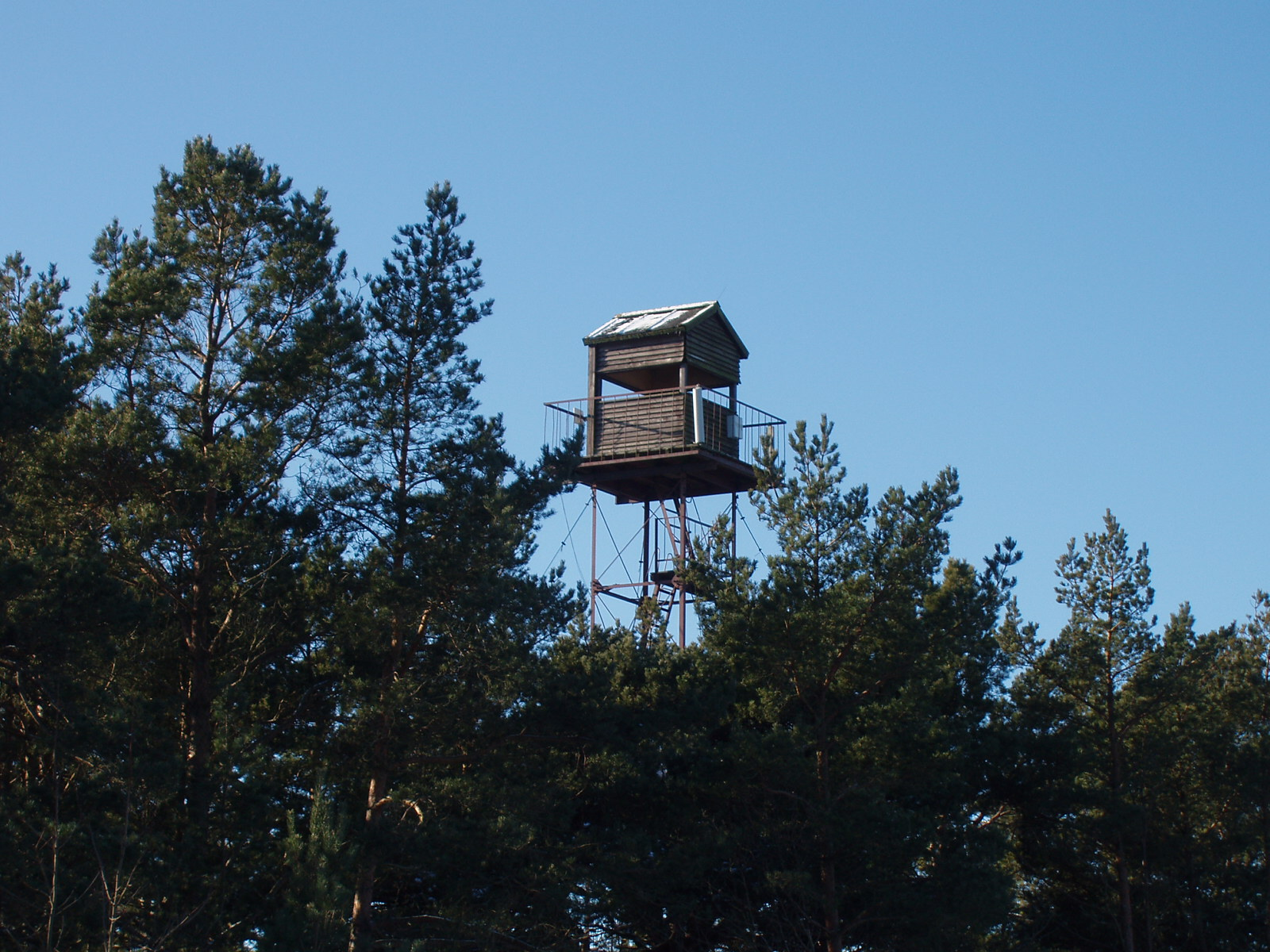
Оглядова вежа на Вільсанді.

Друга стежка починається від парковки у протоки Кякісілм (на півострові Кууснимме), далі йде водою через Вяйке-Вільсанді до Суур-Вільсанді. За низької і теплої води нею можна пройти пішки, за високої води до Вільсанді курсує катер. Йдучи цією стежкою, можна поспостерігати за птахами, побачити місце розташування колишньої біологічної станції (миза Кууснимме), Американський ліс, а також оглянути острів Вільсанді з оглядової вежі. Стежка приведе туристів до ще одної навігаційної пам'ятки — Вільсандійського маяка.

### Миза Кусснимме
Споруджена 1568 року, неодноразово міняла власників і перебудовувалась. Останню будівлю звели у середині XIX століття, 1922 року під проводом професора Йоханнеса Пійпера в ній почала роботу біологічна станція Тартуського університету. Фактично миза на той час грала роль адміністративного і наукового центру заказника Вайка. Ансамбль мизи постраждав від пожежі 1984 року і з того часу не відновлювався, наразі можна побачити лише її руїни.

### Американський ліс
Це дослідна ділянка біологічної станції, на якій з 1925 року почали вирощувати лучні трави, плодові дерева, а також різноманітні декоративні деревні культури. Хоча ділянкою перестали користуватись у 1939 році, однак на ній досі збереглися насадження деяких екзотів: криптомерії японської, липи американської, сосни скрученої і особливо могутня туя велетенська.
На самому острові Вільсанді на туристів чекають дві стежки, що ведуть у західному і північному напрямку. Обидві вони починаються і закінчуються біля оглядової вежі. Західною стежкою можна дійти до піщаного пляжу, а на зворотньому шляху побачити Вільсандійський маяк. Крокуючи північною стежкою, туристи пройдуть повз маяка, рятувальної і метеостанцій, комплексної станції моніторингу, а далі можуть дістатися мілиною до острова Весілоо.

### Вільсандійський маяк
Збудований у 1809 році, він є найдавнішим маяком в повіті Сааремаа, до того ж працює і досі. Споруда заввишки 37 м неодноразово перебудовувалась, але і зараз залишається найвизначнішою на острові, тому разом із комплексом прилеглих господарських споруд оголошена пам'яткою культури. Поряд з маяком розташовані найстаріша в Естонії метеостанція і дерев'яний елінг, зведений 1874 року для потреб рятувальної команди. Необхідність в роботі рятувальної станції була пов'язана із небезпечними рифами, на яких раніше розбивалось чимало рибальських суден. Наразі її дерев'яна будівля є єдиною спорудою такого типу, що збереглася в Естонії.

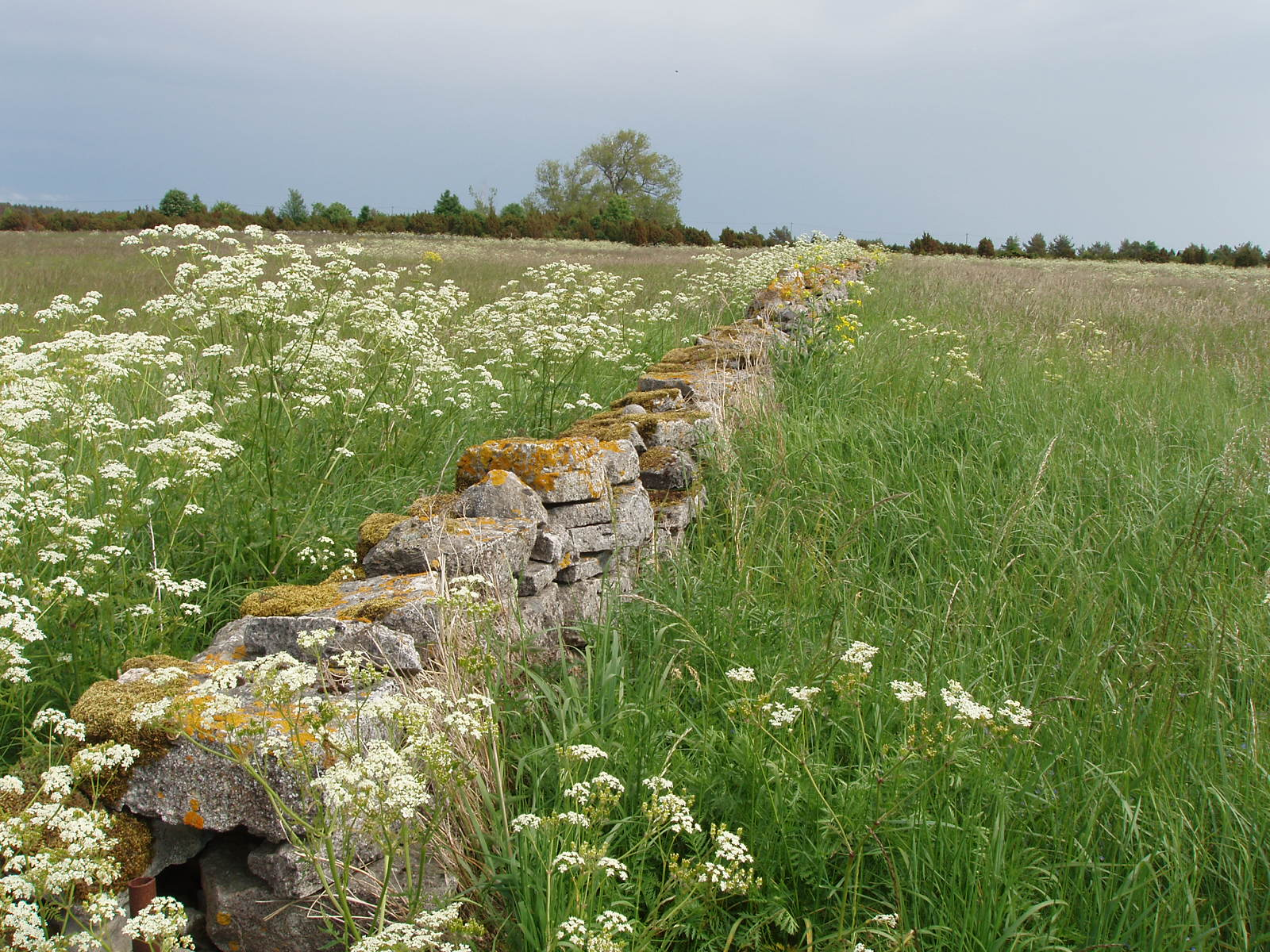
Кам'яні огорожі — невід'ємна частина місцевого ландшафту і культурної спадщини Вільсанді.

На півострові Елда туристи можуть відпочити у наметах у відведеній для цього зоні. Півострів відомий, перш за все, мальовничими кліфами Соегініна й Елда, біля підніжжя яких не важно віднайти цікаві скам'янілості. З узбережжя Елда відкриваються краєвиди інших островів, в тому числі Вільсанді й Іннараху, де взимку народжують дитинчат тев'яки. Також у цій місцевості гостей зацікавить один з найбільших присілків парку — Атла. Тут, як і на інших хуторах, є цікаві старовинні споруди: риги, кам'яні огорожі, сараї для возів, овочесховища з коптильними пічками, причали. У «материковій» частині парку є поодинокі туристичні об'єкти, не охоплені туристичними маршрутами, але доступні для огляду. Серед них млин Іласте, Кіхельконнська церква, дорога Кіхельконна — Папіссааре.

### Млин Іласте
Збудований 1891 року, працював до початку 1980-х років. Саме за іменем останнього мірошника і отримав свою назву. Ця раритетна споруда була відновлена 2014 року, але зберегла свій початковий вигляд. Неподалік від вітряка знаходиться хутір, на якому провів своє дитинство відомий естонський письменник Ааду Хінт.

### Кіхельконнська церква

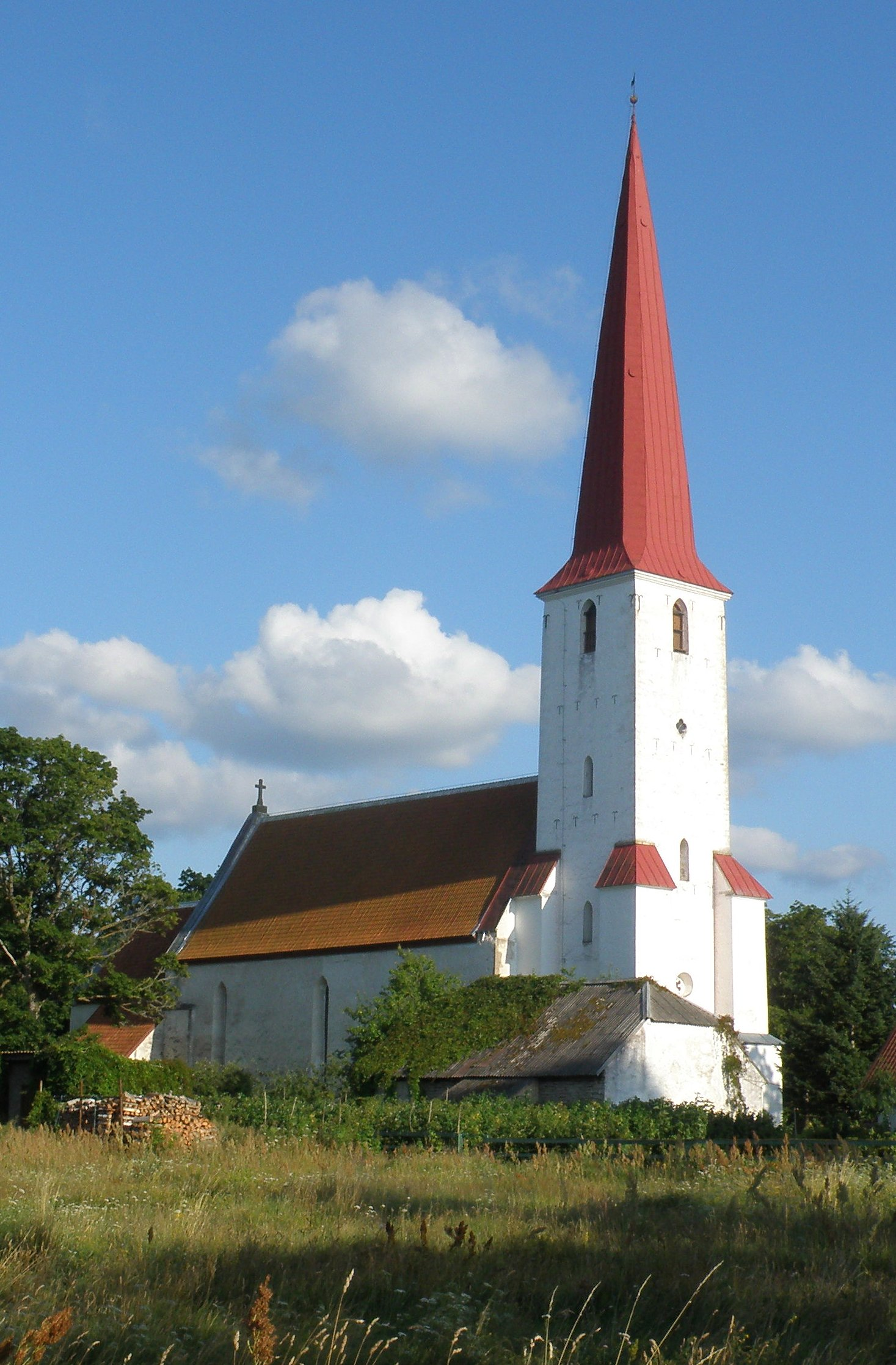
Кіхельконнська церква.

Церква Святого Михаїла знаходиться в Кіхельконні, вона одна з найдавніших в Естонії. Збудована приблизно у 1250-1270-х роках. У храмі збереглися найстаріші в Естонії (серед подібних) алтарна стіна, датована 1591 роком, і кафедра 1604 року, а також старовинне церковне начиння. Унікальна і дзвіниця, споруджена поруч із церквою в 1638 році. Це єдина окремо збудована дзвіниця, що збереглася в країні до цього часу. 2009 року на ній встановлено 180-кілограмовий дзвін сучасних майстрів.

### Дорога Кіхельконна— Папіссааре
Серед трьох портів в межах сучасного національного парку, розташованих в Атла, Кійрассааре і Папіссааре, останній був найзначнішим. Наприкінці XIX століття він став осередком суднобудівництва, а перед Першою світовою війною в ньому збудували ангар для гідропланів. Задля захисту Ленінграду в рамках Моонзундської операції до ангара проклали бруковану дорогу, якою доставляли зброю. Наразі шлях завдовжки 3,1 км залишається однією з небагатьох добре збережених доріг на Сааремаа, викладених булижником, він оголошений пам'яткою історії.
Крім об'єктів матеріальної культури духовна спадщина місцевих жителів включає давні традиції, які майже зникли в густонаселених районах країни. До таких слід віднести випалювання вапна, варіння смоли, приготування давніх національних страв (колобків, перепічок, домашнього пива), вудження риби тощо. Усна творчість включає рідкісний місцевий діалект і оповідання про нечисту силу.